# Ali ibne Huceine Zaine Alabidim
Ali ibn Huceine Zaine Alabidim esteve presente no massacre de sua família em Carbala em 61 AH/680 CE, mas não participou da luta, pois estava doente, e assim foi o único filho de Huceine a sobreviver ao massacre em Carbala. Ele foi enviado com as mulheres para Damasco, onde o califa Iázide lhe deu a opção de ficar na corte ou retornar a Medina; ele escolheu o último.
Nos anos turbulentos após o incidente de Carbala, que muitos levantes ocorreram, como o levante de Tawabin, o levante do povo de Medina e o levante de Moquetar, o Quarto Zaine Alabidim manteve muito em o pano de fundo, não se envolvendo na política e nas convulsões do período. Tão completamente ele se separou de um papel ativo.
Pelo que é registrado da vida de Zaine Alabidim, parece que ele teve uma vida piedosa muito isolada com apenas um punhado de associados próximos. Está registrado que ele passou muito tempo chorando pelos mártires de Carbala. Seu nome Açajade (o prostador) deu testemunho das inúmeras vezes que ele se prostrou diante de Deus. Ele também foi de uma generosidade incomparável em dar esmolas e presentes aos pobres. Assim, ele sustentou permanentemente 100 famílias em Medina.
Embora se mantivesse afastado do povo, não há dúvida de que Zaine Alabidim era respeitado por todos. Vários juristas importantes da época, como az-Zuhrī e Sa'id ibn alMusayyib, foram contados entre seus associados próximos. Quanto aos seguidores e discípulos, é difícil ter certeza do seu número.
A tradição xiita atribui a ele, além de algumas poesias devocionais e textos curtos, uma coleção de orações para várias ocasiões conhecidas como al-Ṣaḥīfat al-kāmela. Um Resālat al-ḥoqūq, sobre os direitos de Deus sobre o homem, também atribuído a ele.
De acordo com várias fontes, Zaine Alabidim morreu em 94/712 ou 95/713 com cinquenta e sete ou cinquenta e oito anos. Ele foi enterrado ao lado de seu tio, Haçane, no cemitério de Baqui em Medina. Algumas fontes xiitas afirmam que sua morte foi devido ao envenenamento pelo califa Ualide ou por seu irmão Hixame ibne Abedal Maleque.

## Linhagem
O pai de Ali ibne Huceine, Huceine ibne Ali, é o terceiro imame duodecimano. Seu tio e sogro, Haçane Mojetabi, é o segundo imã dos xiitas, e seu avô Ali bin Abi Talibe, o primeiro imã dos xiitas e o quarto califa dos califas ortodoxos. em Medina em 5 Xabã 4/10 de janeiro de 626. Depois de Haçane, seu irmão mais novo Huceine tornou-se o chefe da Casa de Ali, a quem é dado por xiitas o título Saíde Axuada (Príncipe dos Mártires). Aos 56 anos, no ano 61 AH e no incidente de Carbala, foi morto pelas tropas de Omar Saade, acompanhado por um grupo de seus companheiros.
Sua mãe era uma escrava chamada Gazala, Solafa, Salama, Xazanã, Xabanuia e outros. Segundo algumas fontes xiitas, ela era filha de Isdigerdes, o último xainxá do Império Sassânida; Ali foi assim considerado “o filho dos dois eleitos” (ebn al-ḵīaratayn) entre os árabes e os persas. Alguns historiadores elogiam esta senhora e dizem que ela era casta, e seu intelecto era perfeito. Além disso, sua moral era alta.
Algumas fontes mencionaram que: “Isdigerdes teve duas filhas. Eles foram feitos prisioneiros durante o tempo de Omar. Assim, o Imam Ali os levou. Destes ele deu ao Imam Huceine e ela deu à luz Zaine Alabidim. Ele deu o outro a Maomé ibne Abi Becre e ela deu à luz Alcácime. No entanto, ibne Calicane acrescentou que eram três (filhas). Então ele (imame Ali) deu o terceiro a Abedalá ibne Omar.
Esta descendência é comumente aceita pela tradição xiita, mas não é confirmada por algumas fontes e é rejeitada por alguns dos genealogistas. De acordo com ibne Cutaiba, sua mãe seria do Sinde. De acordo com Wilfred Madelong, a atribuição de Zaine Alabidim ao xá sassânida parece ser um mito.

## Nome e epítetos
seu pai o nomeou Ali, mas para distingui-lo de um irmão mais velho também chamado Ali, que foi morto em Carbala, ele é chamado de Ali Asgar, embora algumas fontes xiitas afirmem que ele era o Ali mais velho (Ali Aquebar). Ocasionalmente, ele é chamado de Ali Auçate para distingui-lo de um irmão infantil, Ali ou Abedalá, que também foi morto em Carbala.
De acordo com Madelung, seus cúnias são dados como Alboácem, Abu Maomé, Abacar e Abu Abedalá. E seus apelidos famosos são Zaine Alabidim (Ornamento dos adoradores), Alçajade (aquele que está constantemente se prostrando em adoração), Alzaqui (o puro), Alamim (o confiável), ibne Alquiarataim (filho dos dois melhores). O historiador e estudioso xiita Baqir Sharif al-Qurashi escreve sobre os títulos e Imam Zain al-Abidin: Zayn al-Abidin, seu avô, o Apóstolo de Alá, deu a ele este apelido, ou seja, Zayn al-Abidin ou o Ornamento dos adoradores, como já mencionamos. O Imam recebeu este apelido porque ele adorava Alá abundantemente. Ele é conhecido e famoso por este apelido, que se tornou seu nome. Ninguém antes ou depois dele recebeu este apelido.  Sayyid al Abidin, entre seus apelidos está Sayyid al-Abidin ou o Senhor dos adoradores, pois ele se rende a Alá e O obedece, e ninguém adorava Alá como ele, exceto seu avô, o Comandante dos fiéis, Imam Ali.  Dhu’ al-Thafanat, Ele recebeu o apelido de Dhu’ al-Thafanat ou aquele com calos porque algo como os calos do camelo apareciam nas partes em que ele se prostrava. (Qurashi-34) Imam al-Baqir, disse: “Meu pai tinha marcas proeminentes nos lugares em que ele se prostrava, e ele as cortava duas vezes por ano: (Ele) cortava cinco calos a cada vez, então ele era chamado de Dhu’ al-Thafanat (aquele com calos).”  Al-Zaki, Ele recebeu o apelido de al-Zaki ou o puro porque Allah o purificou, pois Ele tirou a impureza.  Al-Amin, entre seus apelidos pelos quais ele é famoso está al-Amin ou o confiável. Ele era ideal para essa nobre qualidade, então ele disse: “Se o assassino do meu pai depositasse comigo a espada com a qual o matou, eu a daria a ele.”  Ibn al-Khiyaratayn, outro de seus apelidos sagrados pelos quais ele é famoso é Ibn al-Khiyaratayn ou o filho dos dois melhores. Ele tinha orgulho desse apelido e disse: “Eu sou o filho dos dois melhores.” Ele se referiu às palavras de seu avô, que disse: “Allah, o Glorificado, tem os dois melhores dentre Seus servos, então Seu melhor dentre os árabes é Hashim e dentre os não-árabes são os persas.” 

## Vida

### Nascimento e primeiros anos de vida
Segundo a maioria das fontes, ele nasceu em 38/658-59 em Medina. Outras datas mencionadas são 33/653-54, 36/656-57, 37/657-58 e 50/670.
Mas o historiador xiita Baqir Sharif al-Qarashi acredita que ele nasceu em Cufa. Isso porque os narradores e os historiadores mencionaram que ele nasceu dois anos antes da morte de seu avô, Imam Ali. É certo que Huceine e sua família estavam em Cufa junto com o Imam Ali e nenhum deles viveu em Medina durante sua autoridade.
Ele perdeu a mãe devido a uma doença quando era criança. Eles enterraram seu corpo em Cufa. Após a morte do avô, regressou a Medina com o pai e a família.
Ali ibne Huceine passou o período de sua juventude na cidade de Medina. Ele estava vivo por dois anos durante o governo de seu avô, Ali ibne Abi Talibe, e depois disso, ele esteve presente por dez anos do imamado de seu tio, Haçane. Durante este tempo, Haçane foi o califa dos muçulmanos por um período de seis meses. Após a morte de Haçane no ano 50 Hijri, Huceine tornou-se o próximo imã e seu período de imamado durou cerca de dez anos antes de ser morto em Carbala. Os últimos anos no imamado de Huceine coincidiram com o auge do poder político de Moáuia e foram repletos de constantes altercações. Ali Zaine Alabidim foi testemunha de todos esses eventos.

### Em Carbala

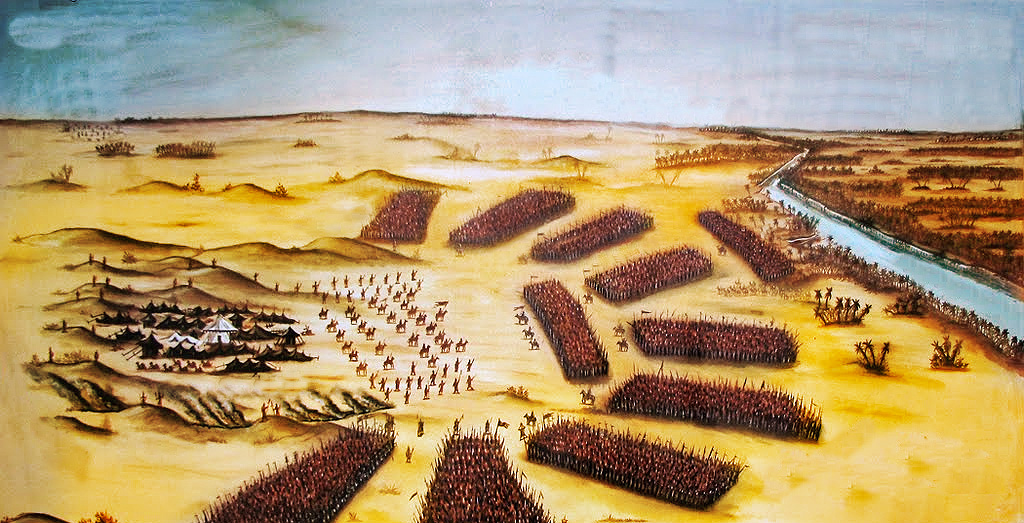
Batalha de Carbala

Após a morte de Moáuia em 15 Rajabe 60/22 de abril de 680, Iázide imediatamente instruiu o governador de Medina, Utba ibne Abi Sufiane, a obrigar Huceine, Abedalá ibne Omar e Abedalá ibne Zobair para jurar sua lealdade. Abedalá ibne Zobair e Huceine partiram separadamente para Meca em busca de asilo. Huceine foi acompanhado por sua família, seus filhos, irmãos e os filhos de Haçane. Huceine permaneceu em Medina por quatro meses e depois foi para Meca com Açajade e seus outros parentes. Nessa época, os cufanos escreveram a Huceine louvando a Deus por ter destruído o obstinado tirano Moáuia, que havia matado seus melhores homens e retido o mais malvado entre eles. Eles instaram Huceine a se juntar a eles e enviaram-lhe em pouco tempo sete mensagens com sacos de cartas de apoio de guerreiros cufanos e líderes tribais. Em Meca, quando receberam as mensagens de convite dos cufanos, eles partiram para esta cidade. Ele estava acompanhado por cerca de cinquenta membros de sua família, parentes próximos e alguns apoiadores.
Eventualmente, no mês de Moarrão, 61 Hijri Seu Huceine ibne Ali e seus poucos companheiros - que não estavam dispostos a jurar lealdade a Iázide - foram mortos na planície de Carbala.
Todas as fontes históricas afirmam que Ali ibn Hossein Zain al-Abdin esteve presente em Carbala e narraram muitos relatos dele sobre os eventos desta batalha e os eventos que se seguiram. Mas, como estava doente, não participou da guerra e, assim, sobreviveu à batalha.

### Em Cufa e Damasco

#### Em Cufa
Após o massacre de Carbala, a família de Hussein foi capturada e enviada para Cufa. De acordo com o autor xiita Xeique Almufide e Alcuarismi, um estudioso sunita. Quando Ali ibne Huceine junto com as mulheres veio de Carbala para Cufa cercado por soldados. Eles estavam montando camelos nus. As pessoas saíram para olhar para eles, então as mulheres de Cufa choraram e lamentaram por eles. Ali ibn Huceine foi minado pela doença, correntes foram colocadas em seu pescoço e ele foi algemado. Ele estava dizendo com uma voz fraca: "Eles estão chorando e lamentando sobre nós! Então, quem nos matou?"
Quando ele foi levado como prisioneiro perante Ubaide Alá ibne Ziade, o governador de Cufa, uma disputa eclodiu entre ele e ibne Ziade. De acordo com Xarife Alcoraxi, ibne Ziade perguntou seu nome, e quando Zaine Alabidim disse, eu sou Ali, ibne Ziade perguntou se Deus não matou Ali bin Huceine. Ali respondeu "Eu costumava ter um irmão mais velho também chamado Ali a quem você matou". ibne Ziade repetiu que Deus o matou. Então Ali citou um versículo do Alcorão (39:42) "Allah leva as almas embora no momento da sua morte; ninguém morre exceto com a permissão de Alá" .ibne Ziade ficou com raiva e ordenou que o matassem, mas o deixou vivo a pedido de sua tia, Zainabe.

#### Em Damasco
Depois que Cufa, Ali zain alabdin foi enviado com as mulheres para Iázide em Damasco. Eles viajaram pelo deserto na mesma caravana com o homem que carregava a cabeça de seu pai. E quando eles chegaram, foi no momento em que entraram na presença de Iázide, que o chefe de Huceine foi levado perante o califa.
Então Imam Sajjad e mulheres e crianças entraram no palácio de Iázide amarrados com cordas. Iázide permitiu que todas as pessoas viessem ao seu palácio, então o salão de seu palácio estava cheio de pessoas que vieram e o parabenizaram.
As palavras são trocadas entre Iázide e Açajade. Então o Imam virou-se para Iázide e pediu-lhe que fizesse um discurso. Iázide recusou, mas o povo implorou. Eles continuaram a pressioná-lo até que ele concordou. Então o Imam subiu ao púlpito e fez um discurso que está registrado em várias fontes históricas. O Imam limitou seu discurso a apresentar a Casa do Profeta aos sírios. Ele indicou a eles que a Casa do Profeta tinha uma grande posição com Alá, que eles travavam a jihad contra os inimigos do Islã e que sofriam perseguições. O Imam não mencionou nada além desses assuntos. Porque o povo da Síria não estava familiarizado com a família do Profeta devido à sua distância do centro do Islã e da propaganda dos omíadas. Relata-se que no meio do discurso de Açajade, Iázide ordena ao muezzin que faça o chamado para a oração e Ali ibne Huceine permanece em silêncio. Quando o muezim anunciou: "Eu testemunho que Maomé é o Mensageiro de Deus", Ali ibne Huceine perguntou: "Iázide, Maomé é seu avô ou meu? Se você diz que ele é seu, então você é um mentiroso, e se você diz que ele é meu, então por que você matou a família dele?"
Segundo o historiador xiita Alcoraixi, Iázide nesta assembleia, a fim de ganhar imagem pública, culpou ibne Ziade pelo massacre de Carbala e respeitosamente enviou o Ahl al-Bayt para Medina.

### Regresso a Carbala
Depois de algum atraso em Damasco, o imã sájade e as mulheres foram autorizadas a voltar para sua casa em Medina, então Iázide ordenou que Anumane ibne Baxir os escoltasse. A caravana andou. As mulheres álidas perguntaram a Anumane ibne Baxir para levá-los a Carbala para renovar sua aliança com o túmulo do Senhor dos mártires, Tendo chegado a Carbala, as mulheres álidas correram para o túmulo do Imam Huceine, chorando e lamentando. Eles ficaram lá lamentando Huceine por três dias, a ponto de suas vozes ficarem roucas e seus corações se partirem. Algumas fontes mencionaram que Jabir ibne Abedalá Alançari, um grande companheiro do Profeta, visitou o túmulo de Huceine, imame Zaine Alabidim, conheceu-o e contou-lhe sobre as tragédias que os membros da Casa, enfrentou, e então eles deixaram Carbala e se dirigiram para Medina.

### Em Medina
De acordo com Madelong, Zain al-Abedin não se comunicava com ninguém em Medina, exceto alguns de seus companheiros próximos e evitou interferir nos assuntos políticos e não acompanhou nenhuma das revoltas que aconteceram depois. Ele fez de Medina sua residência. Isso continuou até que ele morreu em 94 ou 95 AH. E na mesma cidade, ele foi enterrado no cemitério Baqi ao lado de seu tio Imam Hassan.
Este isolamento e evitação de envolvimento na política deveu-se a condições muito difíceis e supervisão estrita do governo. Almaçudi, o famoso historiador, explicou: “Ali ibne Huceine enfrentou o imamado de maneira oculta, com severa dissimulação e durante um período muito difícil”.
Alçadique, ao descrever este estado de coisas amargo e triste, disse: “Após o martírio de Huceine ibne Ali, todos voltaram (da família do Profeta), exceto três indivíduos: Abu Calide Cabuli, Iáia ibne Um Altauil e Jobair ibne Matã."

## Consequências do evento Carbala

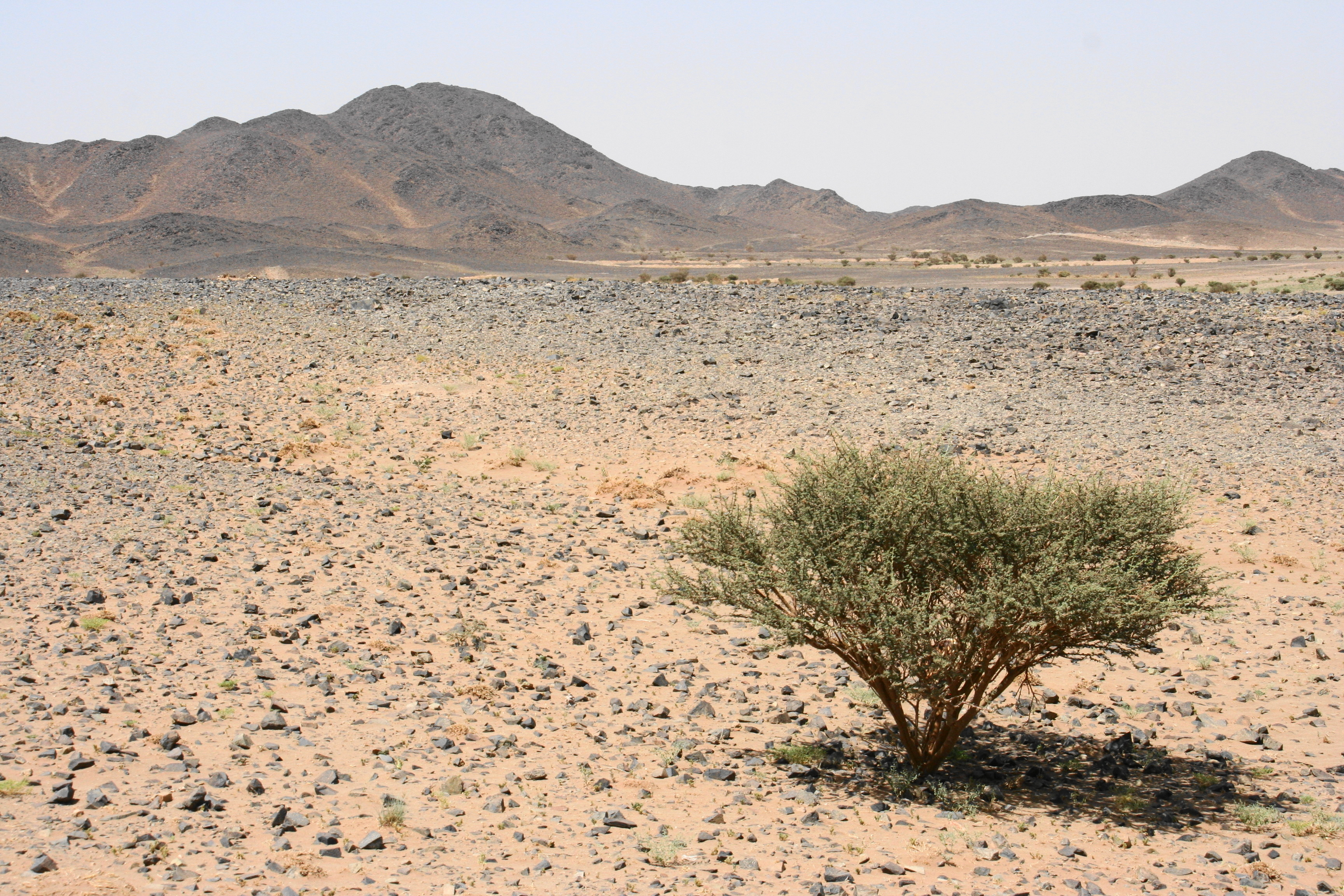
O lugar onde ocorreu a batalha de Harrá

O martírio de Husayn foi de grande significado religioso e teve um profundo efeito colateral de busca de coração sobre os xiitas, dando uma nova guinada ao modo e à natureza do movimento xiita.   O trágico destino do neto do Profeta despertou sentimentos religiosos e morais, particularmente entre os seguidores de Kufan da Casa do Profeta que tão zelosamente pediram a Husayn que viesse ao Iraque para guiá-los no que eles consideravam ser o caminho de Deus. Mas quando Husayn chegou ao Iraque, eles não ficaram ou não puderam ficar com ele na hora do julgamento. Logo depois, no entanto, eles perceberam que sua incapacidade, ou melhor, fraqueza, havia sido a causa da tragédia. Um profundo sentimento de arrependimento se instalou, provocando sua consciência religiosa; e para expiar sua negligência e obter o perdão de Deus, eles pensaram que deveriam fazer sacrifícios semelhantes. Eles acreditavam que só poderiam provar seu verdadeiro arrependimento expondo-se à morte enquanto buscavam vingança pelo sangue de Husayn. 

### A Revolta do Povo de Medina (Batalha de Hurrá)
A Revolta de Medina ocorreu no ano 63 َA.H. e ficou conhecido como “A Tragédia do Hurrá” Após a morte de Huceine, uma onda de ódio e raiva varreu a nação muçulmana. A comunidade responsabilizou o governo omíada pelo massacre em Carbala. Na cidade de Medina que era um ponto central da família do Profeta. o povo de Medina fez seu juramento de fidelidade a Abedalá, filho de Hanzalá. Eles marcharam em direção ao palácio e expulsaram o governador da cidade. assim como todos os omíadas que ali viviam. Quando a notícia disso chegou a Iázide, ele selecionou o Muslim ibne Ucba, um leal e devotado seguidor dele, para liderar um grande exército contra eles.
O exército sírio atacou Medina. exército derrotou o Medinese na batalha do Harra (verão 683) e posteriormente ocupou a cidade. No final, os rebeldes derrotados e seus líderes foram todos mortos. Muslim ordenou a seus soldados que, por três dias, houvesse uma matança em massa e uma pilhagem em massa da cidade. Os soldados da Síria cometeram tal durante este período que é de partir o coração descrevê-los. Este saque da cidade do Profeta, é um dos maiores crimes acusados contra os omíadas na tradição. Após três dias de destruição e derramamento de sangue em Medina, Muslim sentou-se no estado e deu oportunidade para aqueles cujas vidas haviam sido poupadas de virem até ele e declararem que estavam prontos para serem escravos de Iázide. E entre aqueles que vieram estava All ibne Huceine, e Muslim deu a ele um assento com ele em seu próprio tapete, e disse: "O califa me deu instruções especiais sobre você". Então Ali respondeu: "Na verdade eu desaprovava inteiramente o que o povo de Medina fez." Muslim, portanto, o levou para sua casa em homenagem. Durante os três dias em que Medina esteve inundada de pilhagem assassinada, a casa de Açajade tornou-se um santuário para pessoas em busca de proteção. Mais de quatrocentas mulheres, juntamente com suas respectivas famílias, refugiaram-se na casa de Açajade, e ele cuidou delas até o final da provação.

### Revolta de ibne Zobair em Meca
Pouco antes de  Huceine entrar em Meca no
ano 60 Hijri, Abedalá ibne Zobair entrou na cidade e fixou residência lá. Era um homem de sessenta e poucos anos, talvez um oportunista, e ambicioso de maneira egoísta, mas ainda assim um homem com real capacidade de liderança. Ele havia sido associado a Huceine e Abderramão em sua recusa em atender ao pedido de Moáuia de que eles aprovassem sua nomeação de Iázide como seu sucessor.
Após o martírio de Huceine, o caminho foi aberto para ele e ele anunciou sua oposição a Iázide e se declarou o legítimo califa. e deu a si mesmo, o título, o “Protetor da Santa Casa”.
Abedalá estabeleceu seu quartel-general em Meca e dedicou sua energia a despertar toda a Arábia contra os omíadas. Tendo subjugado Medina, as tropas de Damasco avançaram para Meca. o exército continuou a Meca, mas Muslim ibne Ucba morreu no caminho e o comando foi assumido por Huceine ibne Nomair Alçacuni. Quando Huceine chegou a Meca, e ibne Zobair se recusou a se submeter, um cerco da cidade foi iniciado e catapultas erguidas para bombardeá-la. Em algum momento no curso do cerco, a Caaba pegou fogo e foi gravemente danificada. Antes que o cerco pudesse ser concluído com sucesso, no entanto, chegaram aos sírios notícias da morte do califa Iázide em novembro de 683, sobre a qual Huceine ibne Nomair entrou em negociações com ibne Zobair. É relatado que Huceine se ofereceu para reconhecer ibne Zobair como califa se ele deixasse Meca e voltasse com o exército para a Síria. Isso, no entanto, ibne Zobair recusou e, consequentemente, o exército sírio voltou para casa, deixando-o no controle de Meca. ele foi capaz de manter uma corte rival em Meca por um período de nove anos.

### Revolta de Al-Tawwabin
Os xiitas em Cufa mostraram grande remorso por terem abandonado o Imam Huceine, ele. Foram eles que lhe escreveram e lhe imploraram para salvá-los da tirania e da opressão dos omíadas. Quando ele respondeu a eles, eles o deixaram sozinho diante das espadas e lanças dos omíadas. Não o ajudaram nem o defenderam. Os xiitas culparam uns aos outros, pois sentiram o terror da pesada tragédia. Por isso, eles pensaram em uma maneira prática de expiar seus pecados. Eles não encontraram meios de apagar seus pecados, exceto anunciar uma revolta (contra os omíadas) e vingar o sangue de Huceine. Então eles anunciaram seu conhecido lema: “Vamos vingar o sangue de Huceine.” Este lema comoveu os xiitas e aqueles que estavam descontentes com os omíadas. -Tawwabin). O Tawwabin evidentemente não proclamou nenhum dos álidas como seu imã. Solimão ibne Surade, então na vanguarda de todas as atividades xiitas em Cufa, foi selecionado como seu líder e, por três anos, enquanto Iázide estava vivo, o movimento prosseguiu com extrema cautela e sigilo. Com a morte repentina de Iázide em 64/683, os Tawwabin acharam oportuno vir à tona e expandir seus esforços de recrutamento. No caos prevalecente, o Tawwabun conseguiu solicitar promessas de apoio de cerca de 16 000 pessoas, nem todas xiitas. Solimão ibne Surade, contrariando o conselho de alguns de seus associados, decidiu atacar as forças omíadas de ibne Ziade, que estava então perto da fronteira síria pronta para reconquistar o Iraque para Maruane. Os Tawwabin se reuniram em Nucaila, perto de Cufa, em Rabi II 65/novembro de 684, conforme planejado. Mas, para sua decepção, apenas 4 000 homens apareceram. Independentemente disso, eles prosseguiram e, cerca de dois meses depois, encontraram o exército muito maior de ibne Ziade em Ayn al-Warda. Ao final da batalha de três dias, a maioria dos Tawwabin, incluindo o próprio Solimão, havia cumprido sua promessa de sacrificar suas vidas por Huceine.

### A revolta de Almoctar Atacafi

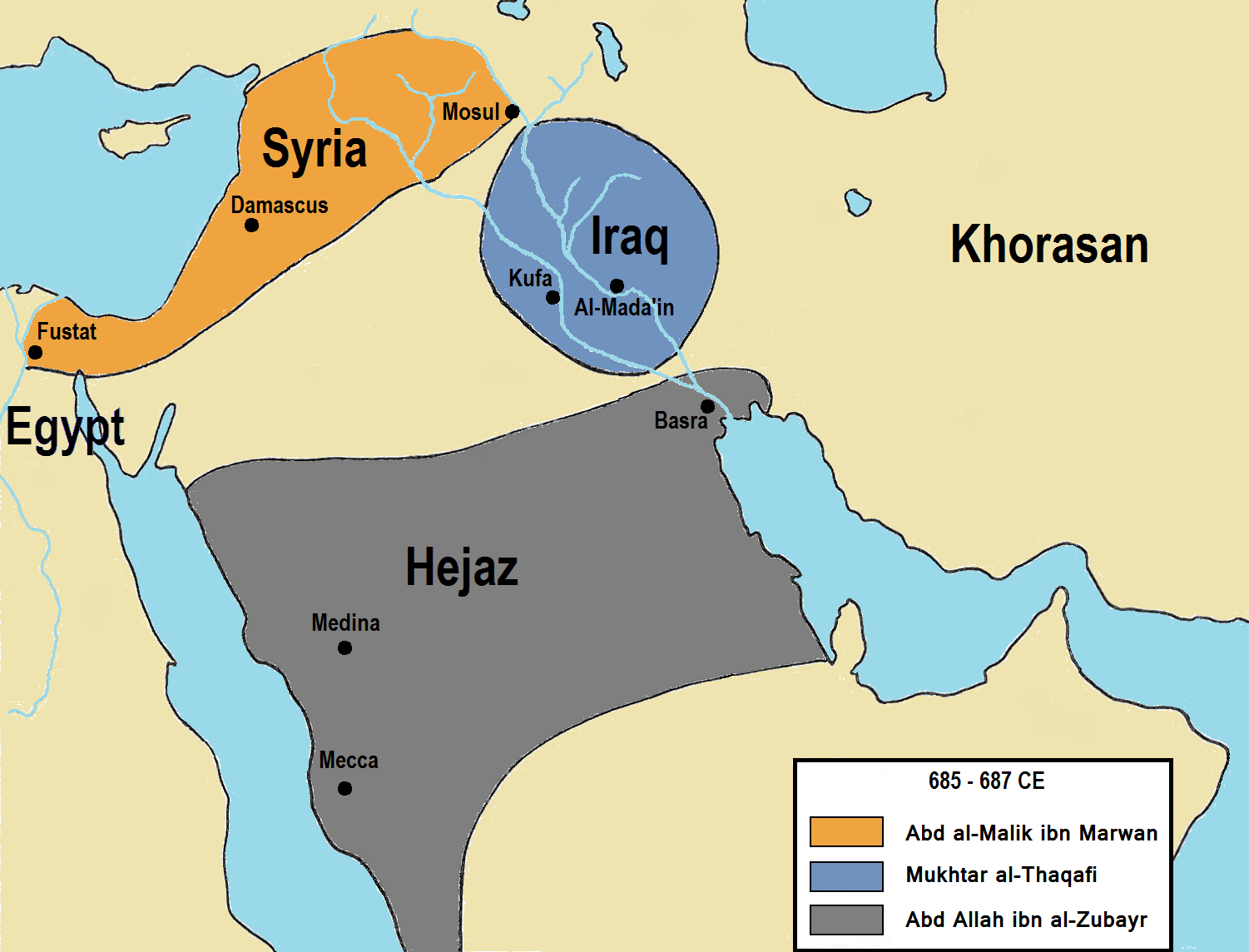
Áreas controladas por Almoctar no Iraque: 685-686 CE.

Esta foi a revolta liderada por Almoctar Atacafi em nome de Maomé ibne Hanafia, filho de Ali por uma esposa conhecida como a mulher Hanafi. Essa revolta, também centrado em Cufa, ocorreu entre 685 e 687. Por esta altura o Iraque estava sob a autoridade de ibne Zobair e a revolta de Almoctar foi dirigida em primeira instância contra os zobaíridas ao invés dos omíadas. O próprio Almoctar é retratado como um aventureiro ambicioso que conseguiu aproveitar as condições em Cufa após a morte de Huceine para estabelecer uma supremacia temporária lá e nos territórios dependentes dela.
Com o fim do Tawwabin, a tão esperada oportunidade finalmente surgiu para os próprios planos de Almoctar. Ele lançou uma campanha vigorosa, novamente com um apelo geral para vingar o assassinato de Huceine.
Almoctar, com muito tato, afirmou ser o agente e representante de confiança, amın e wazır, de Ibn al Hanafiyya. Não está claro até que ponto tais reivindicações tiveram a aprovação prévia de Ibn al-Hanafiyya, que residia em Medina e permaneceu uma mera figura de proa na revolta que se desenrolava.
Almoctar logo ganhou o apoio da maioria xiita, incluindo os sobreviventes do Tawwabin e o influente Ibraim ibne Alastar (morto em 72/691), o líder dos xiitas radicais que, como seu pai, era um leal partidário álida. Forças suficientes foram reunidas e a revolta aberta ocorreu em Rabi I 66/outubro de 685. Sem muito derramamento de sangue, Almoctar rapidamente conquistou o controle de Cufa. As forças sírias, agora sob o califado de Abedal Maleque ibne Maruane (65-86/685-705), o membro mais célebre da dinastia omíada, foi mais uma vez dirigido contra o Iraque no final de 66/685. Mas Ibraim ibne Alastar, liderando o exército de Almoctar, conseguiu derrotá-los em uma batalha feroz em Moarrão 67/agosto de 686, na qual seu comandante, o famoso ibne Ziade, foi morto.
Após este episódio, Almoctar deu rédea solta aos xiitas até então contidos para se vingar dos culpados pela tragédia de Huceine, incluindo Xamir ibne Dil Jauxã e Omar ibne Sade, que foram presos e decapitados. Eventualmente, na primavera de 687, a revolta de Almoctar foi esmagada pelo governador zubaírida de Baçorá com o apoio daqueles cufanos axerafe que fugiram do governo de Almoctar. 

### Imam Sajjad e revoltas
Após a morte de Muawiya e a sucessão de seu filho Yazid em 60/680, os líderes do Kufan Shiʿa escreveram novamente a al-Husayn e lhe ofereceram seu apoio contra os omíadas.   Tendo se recusado a jurar lealdade a Yazid, al-Husayn finalmente respondeu a esta convocação e partiu para Kufa. Em 10 de Muharram, 61/10 de outubro de 680, al-Husayn e seu pequeno grupo de parentes e companheiros foram implacavelmente massacrados em Karbala, perto de Kufa, onde foram interceptados por um exército omíada. Apenas mulheres e algumas crianças foram poupadas; Ali b. al-Husayn a-Zayn al-Abidin, foi um dos poucos sobreviventes do sexo masculino.  A tragédia de Karbala deixou uma marca profunda em Zayn al-Abidin e era muito natural que ele guardasse um profundo rancor contra os omíadas, responsabilizando-os pelo massacre de seu pai e de todos os outros membros da família.  Apesar desse sentimento, no entanto, ele se absteve de expressar qualquer atitude hostil em relação a eles. Como resultado, os omíadas também tentaram manter boas relações com ele; em particular, Marwan b. al-Hakam e seu filho Abd al-Malik até demonstraram certo respeito e afeição por ele.   
Quando o povo de Medina se levantou contra Yazid b. Mu'awiya no ano 62/681, Zayn al-Abidin, a fim de enfatizar sua neutralidade na luta política na comunidade, deixou Medina e foi ficar em sua propriedade fora da cidade.  Quando Marwan, o governador de Medina, foi compelido pelo povo de Medina a deixar a cidade, ele levou sua esposa para Zayn al-'Abidin e pediu que ele a protegesse. Zayn al-Abidin demonstrou sua magnanimidade ao aceitar essa responsabilidade. Ele a enviou para Ta'if escoltada por seu filho Abd Allah.   Quando o exército de Yazid, liderado por Muslim ibn 'Uqba, no entanto, derrotou o povo de Medina na batalha de Harra, e saqueou e saqueou a cidade, Zayn al, Abidin e sua família foram deixados sem serem molestados.   Além disso, enquanto todos os medineses foram obrigados a fazer um juramento humilhante de lealdade, declarando-se escravos do califa Yazid, Zayn al-'Abidin foi isento.   Se esta informação, tão amplamente divulgada pelas fontes, por um lado ilustra a política neutra de Zayn al-Abidin, por outro lado também indica que os omíadas, depois de matar Husayn, começaram a perceber o respeito e a consideração que a progênie do Profeta comandava entre a maioria dos muçulmanos. 
No conflito entre os omíadas e Abd Allah ibn Zubayr, Zayn al-Abidin permaneceu neutro.   Ibn Zubayr não lhe fez mal, mas o manteve em Meca sob sua supervisão.  Outro fator importante na política de Zayn al-Abidin foi sua atitude reservada em relação a Mukhtar, que tentou o seu melhor para ganhar seu apoio explícito. Além de muitas abordagens a Zayn al-Abidin, que Mukhtar fez enquanto estava no Hijaz, ele até escreveu uma carta a Zayn al-Abidin de Kufa, oferecendo sua lealdade.  Para vingar o sangue de Husayn, Mukhtar decapitou a maioria dos responsáveis pela tragédia. A cabeça de 'Ubayd Allah ibn Ziyad, o principal arquiteto do massacre em Karbala, foi enviada por Mukhtar a Zayn al-Abidin, não a Ibn al-Hanafiyya, e foi entregue de uma maneira muito dramática. O filho de Husayn teria sido visto tão feliz naquela ocasião que as pessoas disseram que nunca o tinham notado tão eufórico desde a tragédia em Karbala.  No entanto, ele continuou sua atitude reservada e retraída em relação a Mukhtar.  As fontes até relatam que Zayn al-Abidin denunciou publicamente Mukhtar em termos violentos, o que parece justificar um exame sério.  Se esses relatos estiverem corretos, no entanto, a razão para a atitude ressentida de Zayn al-Abidin em relação a Mukhtar parece ter sido a proclamação deste último do imamato de Ibn al Hanafiya, que Zayn al-'Abidin considerou como a usurpação de seus próprios direitos. 

## Imamate
Após a morte de Ali b. Abi Talib, seus dois filhos com Fátima, Hasan e Husayn, tornaram-se o foco da devoção para aqueles que apoiavam a reivindicação da Casa do Profeta à liderança da comunidade muçulmana. Após a morte desses dois, o filho de Husayn, Ali Zayn al-Abidin, passou a ser reconhecido pela maioria da comunidade como o chefe da Casa do Profeta.  De acordo com as tradições xiitas, o Imam Sajjad, de acordo com a vontade de seu pai Imam Hussain, atingiu a posição de Imamate depois dele e recebeu o juramento de Imamate.   Por exemplo, Al-Zuhri relatou: "Eu estava com al-Husayn b. 'Ali quando 'Ali b. al-Husayn al-Asghar (ou seja, Zayn al-Abidin) entrou. Então, al-Husayn o chamou, abraçou-o e beijou-o entre os olhos. Eu (ou seja, al Zuhri) me virei para o Imam al-Husayn e perguntei a ele: 'Filho do Apóstolo de Allah, quem será o Imam depois de você?' Al-Husayn respondeu: "Este meu filho, Ali, será o Imam. Ele é o pai dos Imams."  Exceto por esta declaração, que é baseada em crenças xiitas e no ensino do texto sobre imamato, o imamato do Imam Sajjad, baseado em sua superioridade científica e espiritual entre os Bani Hashim e de acordo com a situação histórica daquele período, teve um grande efeito no estabelecimento da linha original do imamato xiita.  Uma seita radical dissidente, os xiitas de Kufa que apoiaram Mukhtar al-Thaqafi em sua revolta contra os omíadas, no entanto, escolheram um terceiro filho de Ali b. Abi Talib, Muhammad b. al-Hanafiyya, como seu líder espiritual.  Este grupo, que veio a ser conhecido como os caixinitas, não sobreviveu além do segundo/oitavo século.  De acordo com Kohlberg, entre os xiitas, Ali a princípio teve pouco apoio; a maioria dos xiitas se voltou para Muhammad b. al-Hanafiyya, cujo imamato foi promovido por al-Muk̲h̲tār.  Em seus escritos polêmicos, os autores do Twelver tentam mostrar que Ibn al-Hanafiyya reconheceu a liderança de Ali; uma história frequentemente repetida diz que os dois concordaram em obedecer à decisão da Pedra Negra na Caaba; a pedra falou milagrosamente, defendendo os direitos de Ali.  Abu Khalid al-Kabuli, que originalmente havia aderido a Ibn al-Hanafiyya, é dito consequentemente ter mudado sua lealdade para Ali.  Na visão de alguns ismaelitas, Ibn al-Hanafiyya havia sido nomeado por al-Husayn como um véu (sitr) para proteger a identidade de Ali como o verdadeiro imã; ele era um temporário (imam mustawdaʿ, lit. “administrador”), enquanto Ali era o permanente (imām mustaḳarr).  No entanto, após a morte de seu tio Muhammad b. al-Hanafiyya, Zayn al-Abidin como o mais velho Husaynid Alid começou a desfrutar de uma posição influente dentro da família Alid. Além disso, devido à sua renomada piedade, ele gradualmente passou a ser tido em grande estima nos círculos piedosos de Medina. 

### Divisões dentro do xiismo
O xiismo não sofreu nenhuma divisão durante o imamato dos três primeiros imãs: Ali, Hasan e Husayn.  Enquanto Husayn estava vivo, os xiitas permaneceram unidos, considerando-o o único chefe e imã da Casa do Profeta. Mas sua morte repentina e a atitude quiescente de seu único filho sobrevivente, Ali, mais comumente conhecido como Zayn al-Abidin, deixaram os xiitas confusos e criaram um vácuo na liderança ativa dos seguidores da Ahl al-Bayt. Assim, o período após a morte de Husain marca o primeiro conflito sobre a liderança dos seguidores de Ali, resultando na divisão dos xiitas em vários grupos.  o fato permanece incontestável de que, após a morte de Husain, a maioria dos xiitas seguiu Muhammad b. al-Hanafiyya e não Zayn al-'Abidin.  como ele se absteve de qualquer forma de atividade política e dedicou seu tempo principalmente a atos devocionais e orações (daí seu título adicional al-Sajjad), ele não adquiriu nenhum seguidor significativo ou crescente.  O motivo era óbvio. Os xiitas em Kufa, especialmente os mawali entre eles, queriam um movimento ativo que pudesse livrá-los do governo opressivo dos sírios. Eles encontraram uma saída apenas sob a bandeira de Mukhtar, e viram um raio de esperança no papel messiânico propagado por ele para Ibn al-Hanafiyya.  Este grupo era conhecido como os Kaysinites.  Acredita-se que o nome seja derivado de Kaysan, o líder dos Maw, todos sob Mukhtar.  Doutrinariamente, os Kaysaniyya estavam a meio caminho entre as posições Zaydi e Twelver posteriores sobre a natureza do Imamato, pois, ao mesmo tempo em que negavam Nass (designação) e enfatizavam que a reivindicação do Imame é baseada em suas qualificações pessoais, eles também enfatizavam o conhecimento sobrenatural inato do Imame.  Os Kaysaniyya sobreviveram à derrota e morte de Mukhtar, mas após a morte do próprio Ibn al-Hanafiyya, eles se dividiram em vários grupos: 1. Karibiyya, nomeado em homenagem a Abu Karib ad-Darir; este grupo se apegava às doutrinas de ghayba (ocultação) e raj'a (retorno). Eles consideravam que Ibn al-Hanafiyya não havia morrido, mas estava escondido no Monte Rawda (cerca de sete dias de viagem de Medina) e retornaria para encher a terra com justiça.  Dois dos mais famosos poetas árabes pertenciam a esta seita, Sayyid al-Himyari e Kuthayyir.  2. Hashimiyya, que sustentava que Ibn al-Hanafiyya morreu e que ele ensinou todo o seu conhecimento a seu filho, Abu Hashim, a quem o Imamato passou.  3. 'Abbdsiyya. Os 'Abássidas originalmente alegaram que Abu Hashim passou o Imamato para Muhammad ibn Ali (o bisneto de Abbas, o tio do Profeta) em seu leito de morte em Humayma e que o Imamato foi transferido para os descendentes de Abbas.  4. Al-Kaysdniyya al-Khullas ou Mukhtdriyya. Este grupo considerou que o Imamato foi transmitido entre os descendentes de Muhammad ibn al-Hanafiyya: de Abu Hashim para seu irmão, Ali, e para o filho de 'Ali, Hasan, e para o filho de Hasan, Ali. 

### Ali ibne Huceine e os califas omíadas
Ali ibne Huceine viveu durante os tempos dos seguintes califas:
1- Iázide ibne Moáuia (61-64/680–3)
2- Moáuia ibne Iázide (vários meses em 64 Hijri)
3- Maruane ibne Aláqueme (por nove meses em 65 Hijri)
4- Abedal Maleque ibne Maruane (65-86/685–705)
5- Ualide ibne Abedal Maleque (86-96/705–15) 

#### Yazid B. Muawiya (680–3 d.C.)
Yazid I era filho e sucessor de Muawiya b. Abi Sufyan, o fundador da dinastia omíada.  O delicado equilíbrio de relacionamentos que Muawiya conseguiu manter logo começou a se desintegrar durante o reinado de Yazid e testemunhou o início da segunda fitna (guerra civil) no islamismo, que continuou até a derrota de ‘Abdallah b. al-Zubayr em 692 d.C.   A primeira ameaça à posição de Yazid veio do filho mais novo de Ali b. Abi Talib, al-Husayn, que se recusou a reconhecer o novo califa. Isso culminou no massacre de al-Husayn e da maioria de seu pequeno grupo de seguidores em Karbala’ em 680 d.C. nas mãos das forças omíadas.  (Madelung-2004) Ibn al-Zubayr similarmente se recusou a dar a Yazid seu juramento de fidelidade e foi proclamado califa no Hijaz, Iraque, Egito e partes da Síria.  Yazid morreu enquanto as forças sírias ainda tentavam retomar o controle.   

#### Muawiya ibn Yazid (683–4)
Muawiya II, o terceiro califa omíada, era filho e sucessor de Yazid b. Muawiya. Seu governo não foi universalmente reconhecido, todas as províncias do império islâmico, exceto a Síria, reconheceram o califado de 'Abdallah b. al-Zubayr no Hijaz. Muawiya governou por apenas três meses antes de morrer, não deixando nenhum herdeiro designado. Sua morte marcou o fim do ramo Sufyanid da dinastia. 

#### Marwan ibn Al-Hakam (684–5)
Marwan I foi o fundador da linhagem Marwanid dentro da dinastia Omíada. A morte de seu predecessor Muawiya b. Yazid (684 d.C.) resultou em uma crise séria para o regime. Províncias importantes dentro do império não estavam mais totalmente sob o controle dos Omíadas e alguns sírios, incluindo os membros da tribo Qays e os principais membros da família Omíada, estavam preparados para reconhecer o governo de Abdallah ibn al-Zubayr no Hijaz.  Marwan, um primo de Muawiya ibn Abi Sufyan, foi finalmente reconhecido como califa pelos sírios após a batalha de Marj Rahit, na qual os apoiadores Kalb de Marwan derrotaram os Qays. No governo de nove meses de Marwan, ele também conseguiu estabelecer sua autoridade sobre o Egito, mas a subjugação final de Ibn al-Zubayr foi deixada para seu filho e sucessor Abd al-Malik ibn Marwan. 

#### Abd Al-Malik ibn Marwan (685–705)
Son and successor of the Umayyad caliph Marwan ibn al-Hakam. The Umayyad dynasty, with its capital in Damascus, reached the high point of its power and glory under the rule of ‘Abd al-Malik and his immediate successors. Abd al-Malik’s main task was to restore the unity of the empire and reassert the control of the Umayyad caliphate founded by Muawiya ibn Abi Sufyan.  Assisted by his loyal and able governor of Iraq and the east, al-Hajjaj ibn Yusuf, Abd al-Malik was able to crush serious uprisings by the Khawarij and a major Shiite revolt in Kufa led by al-Mukhtar (d. ad 687).  The final defeat of Ibn al-Zubayr took place in Ad 692, an event that marked the end of the second fitna in Islam.   Abd al-Malik’s answer to the crumbling state administration established by Muawiya was to begin a political and administrative centralization of government in which power was concentrated in the caliph and backed up by the military might of the Syrian army.  Among the measures introduced was the Arabicisation of the administration which entailed changing the official language used in the public bureaux to Arabic, the beginnings of a rationalized Islamic system of taxation, the minting and circulation of a specifically Arabic coinage and a postal service between Damascus and the provincial capitals. In this way, the structure of the caliphal state began to take shape. Abd al-Malik’s nomination of his son al-Walid as successor was not challenged, and al-Walid inherited a united and peaceful empire.  The greater part of the imamate of Imam Sajjad was during the rule of Abd al-Malik; this was a period that was 21 years in duration. Historians have described 'Abd al-Malik as an individual who was clever, cautious, farsighted, educated, intelligent, and scholarly. 

#### Al-Walid ibn Abd Al-Malik (705–15)
al-Walid I was the first of four sons of the Marwanid (Umayyad) caliph ‘Abd al-Malik b. Marwan (r. ad 685–705) to accede to the caliphate. Due to the efforts of his father and the redoubtable governor al Hajjaj ibn Yusuf, the state was well established and largely stable. Al-Walid’s ten-year period in office was more or less a continuation of his father’s, and he continued the process of the Arabicisation of the administration that ‘Abd al-Malik had begun. Al-Walid was the greatest of the Umayyad builders and inaugurated an extensive programme of construction, erecting numerous magnificent mosques in addition to building roads, schools and hospitals.   His reign was, however, most notable for the further expansion of the Islamic empire, which saw the geographical boundaries of the Marwanid state attain their greatest extent. Al-Walid’s designation of his brother Sulayman as his successor was accepted without opposition.  According to Shi'i historians he was poisoned on the orders of the reigning Caliph, Walid, or his brother Hisham.  (madelung-1985)

## Ações científicas
As ações científicas do Imam Sajjad podem ser divididas em quatro categorias gerais: lidar com desvios ideológicos; confiar em súplicas para espalhar a espiritualidade xiita e seus ensinamentos originais; narração de hadith e educação de estudantes; e promoção da escrita de hadith e autoria de livros. 
Com seus esclarecimentos, o Imam Sajjad rejeitou e refutou as crenças desviantes promovidas pelo califado omíada, ao mesmo tempo em que alertava sobre os erros de crença que às vezes apareciam entre a comunidade xiita.  Ao promover e insistir no determinismo, os omíadas tentaram fazer seu governo parecer justificado e de acordo com a vontade de Deus e justificar seus crimes na mesma base, mas o Imam Sajjad desde o início de seu Imamato e imediatamente após o Imam Hussein e o incidente de Karbala com o determinismo se levantou contra ele.  Um exemplo importante desse confronto ocorreu na resposta do Imam a Ubaidullah Ibn Ziyad na mesquita de Kufa, onde Ibn Ziyad atribuiu a morte do irmão mais velho do Imam, Ali Akbar, em Karbala, a Deus, ele imediatamente respondeu que as pessoas o mataram, não Deus.  Por outro lado, o Imam Sajjad estava preocupado com a formação de crenças extremas dentro da comunidade xiita e comparou os exageradores e suas falsas crenças com judeus e cristãos e suas falsas crenças sobre Uzair e Jesus. 
Além dessas posições explícitas, o Imam Sajjad promoveu a espiritualidade e o conhecimento xiitas originais na forma de súplicas  , como as súplicas do Sahifa Sajjadiyyah completo e A Súplica citada de Abu Hamza Thumali, e explicou as crenças baseadas nelas.  Neste sentido, o Imam Sajjad deve ser considerado como a continuação do método de súplica do Imam Hussain transmitido por ele, como a súplica de Arafa. 
Embora o Imam Sajjad tenha vivido na era da proibição da escrita de hadith pelo governo, ele enfatizou a narração e transmissão de hadith, especialmente hadiths proféticos.  Há muitas narrações que mostram que o Imam Sajjad estava interessado em narrar narrações na forma de um Musnad do Imam Hussain, conforme citado pelo Comandante dos Fiéis do Profeta, bem como narrações conectadas de hadiths proféticos por meio do Imam Hussain e até mesmo alguns dos companheiros do Profeta.  O número de narradores do Imam Sajjad mostra sua posição na expansão da cultura da narração de hadith, já que o Shaykh Tusi nomeou mais de cento e setenta pessoas entre seus narradores e companheiros.  Independentemente do fato de que o Imam Muhammad al-Baqir e o Imam Jafar al-Sadiq também são mencionados entre os companheiros e narradores do Imam Sajjad, alguns dos outros narradores do Imam Sajjad também são seus descendentes, ou seja, Husayn bin Ali, Zayd ibn Ali e Abdullah bin Ali.  Exceto pela família do Imam Sajjad, Aban ibn Taghlib e Abu Hamza Thumali, os narradores do Risāla al-Ḥuqūq dele, estão entre os narradores mais famosos do Imam.  De acordo com uma tradição, o Imam Sajjad entre seus companheiros apresentou Said ibn al-Musayyib como a pessoa mais conhecedora de hadiths e a mais perspicaz das pessoas de seu tempo.  Entre os narradores antigos, Ahmad ibn Muhammad Sab'i Hamdani escreveu um livro sobre a memória dos narradores do Imam Sajjad, e Dawood ibn Yahya Dehghan Kufi também escreveu um livro intitulado Hadith de Ali ibn al-Hussein.  Além disso, Yahya bin Hassan, um dos descendentes do Imam Sajjad, também escreveu um livro intitulado Kitab al-Manasik, no qual todas as narrações foram narradas pelo Imam Sajjad. 
Além da narração de hadith, há também uma obra escrita do Imam Sajjad chamada Sahifa Sajjadiyeh, que é uma coleção de súplicas do Imam Sajjad e uma das mais antigas obras escritas do Islã.   Entre os narradores do Imam Sajjad, Aban bin Taghlib, Abu Hamza Thumali, Thabit bin Hormuz Haddad, Amro bin Thabit e Salem bin Abi Hafsa escreveram e editaram obras.  com base no qual pode-se presumir que o Imam Sajjad, em linha com a ênfase dos imãs xiitas anteriores em escrever hadith, foi eficaz em encorajar essas pessoas a escrever essas obras e escrever hadiths.  Como a preservação e transmissão do Sahifa completo de Sajjadiyeh em forma escrita pode ser considerada uma prova disso.  Além disso, Thabit bin Hormoz Haddad narrou uma versão dos hadiths do Imam Sajjad, e Abdullah bin Ibrahim bin Hussain bin Ali bin Hussain também narrou uma versão das narrações citando seus pais.  Além disso, Ibn Shu'bah citou uma carta do Imam Sajjad endereçada a Muhammad bin Muslim ibn Shihab az-Zuhri, que contém conselhos e reprimendas az-Zuhri por causa de sua cooperação com os omíadas. 

### Narradores e companheiros do Imam
Um grande grupo de estudiosos e juristas, que espalharam conhecimento por todo o mundo muçulmano, se formou na escola do Imam.  O xeque Tusi mencionou 168 companheiros e narradores do Imam Sajjad, e Atarodi Quchani aumentou esse número para 237 pesquisando nos livros de Rijal e hadith.  O historiador e estudioso xiita, Baqir Sharif al-Qurashi, em seu livro, The Life of Imam Zayn al-Abidin, menciona os nomes de 162 companheiros e narradores do Imam Zayn al-Abidin e dá uma breve explicação sobre cada um deles. 
Imam Zayn al-Abidin, desde que se absteve de qualquer forma de atividade política e adotou uma atitude quieta em relação aos omíadas, e mais tarde em relação ao movimento de al-Mukhtar, ele não adquiriu nenhum seguidor significativo ou crescente. (Daftary-43) A maioria dos xiitas, portanto, naquele período específico, tornou-se seguidora de seu tio Muhammad ibn al-Hanafiyya, e eclipsou, embora apenas por um curto período de tempo, os imãs da linhagem de Husayn.  Perto do fim de sua vida, Zayn al-Abidin parece ter conseguido reunir em torno de si um grupo de seus adeptos, alguns deles figuras bastante proeminentes dos antigos seguidores do Ahl al-Bayt.  Entre eles, além de Yahya b. Umm at-Tiwal e Muhammad b. Jubayr b. Mut'im também estava Jabir b. Abd Allah al-Ansari, um respeitado Companheiro do Profeta e um devoto apoiador de Ali b. Abi Talib.  Por conta de seu prestígio como um dos mais devotados Companheiros do Profeta que participou do juramento de Al-Aqaba e do Bay'at ar-Ridwan, o reconhecimento de Zayn al-'Abidin por Jabir foi de grande importância para este último. Outra figura importante foi o Kufan Sa'id b. al-Jubayr,21 um mawla de Banu Asad e um homem caloroso e corajoso que até se recusou a esconder seu partidarismo e apoio à Casa do Profeta.   Um tradicionalista bem conhecido, Sa'id foi o principal porta-voz de Zayn al-Abidin e ganhou para o filho de Husayn muitos simpatizantes entre as fileiras de seus companheiros tradicionalistas, especialmente dos antigos companheiros de Ali b. Abi Talib.  O grupo de apoiadores ativos de Zayn al-'Abidin também incluía dois jovens, mas enérgicos Kufans: Abu Hamza Thabit b. Dinar, um árabe da tribo de Azd, e Furat b. Ahnaf al-Abdi.   Seu apego à família de Husayn permaneceu forte, e ambos foram mais tarde companheiros próximos do filho e sucessor de Zayn al-Abidin, Muhammad al-Baqir.  Talvez o papel mais importante no aumento do prestígio de Zayn al-'Abidin tenha sido desempenhado por Farazdaq, um renomado poeta da época. Ele compôs vários versos para propagar a causa de Zayn al-Abidin, o mais famoso dos quais foi sua qasida (ode) em louvor ao Imam.  

##### Aban b. Taglib
Aban b. Taglib b. Riyah, um importante e notável jurista-tradicionalista e ex-associado de Zayn al-Abidin, al-Baqir e Al-Sadiq.  Ele nasceu e cresceu em Kufa, que era a capital dos xiitas.  Aban estava entre os estudiosos muçulmanos mais proeminentes e conscientes daquela época. Os biógrafos disseram: “Ele era avançado nas ciências do Alcorão e do hadith, literatura, linguagem e gramática.”  O Imam al-Baqir disse a ele: “Sente-se na Mesquita de Medina e dê às pessoas opiniões religiosas, pois gosto que você se sente entre meus seguidores (xiitas).” Este hadith mostra que Aban tinha a capacidade de dar opiniões religiosas às pessoas.  Aban escreveu um grupo de livros mostrando seu conhecimento e ciências abundantes, Tafsir Gharib al-Qur’an, no qual ele mencionou exemplos de poesia, Al-Fada’il, no qual ele mencionou os méritos do ahl al-Bayt e Al-Usu’l fi al-Ruwaiya ‘ala Madhhab al-Shi‘a.  Quando ele morreu em 140/757, Ja'far al-Sadiq teria dito: "Eu adoraria ter meu xiita como Aban b. Taghlib", e "sua morte entristeceu meu coração". O nome de Aban aparece em um bom número de tradições, principalmente de natureza prática. 

##### Abu Khalid al-Kabuli
Ele recebeu a kunya de Aba Khalid. Foi dito que seu nome era Wardan. Shaykh al-Tusi o numerou como um dos companheiros de Zayn al-Abidin e al-Baqir.  Abu' Khalid al-Kabuli confessou o Imamato de Muhammad b. al-Hanafiyya, mas ele se retirou quando a verdade se manifestou a ele, então ele acreditou no Imamato do Imam Zayn al-Abidin.   Muhammad al-Baqir em uma de suas tradições citadas por Kashshi, que deve ser aceita como genuína, disse: "Após a morte de Husayn, todas as pessoas apostataram, exceto três - Abu Khalid al-Kabuli, Yahya b. Umm at-Tiwal e Jubayr b. Mut'im e somente mais tarde outros se juntaram a eles e seus números aumentaram."  

#### Iman Sajjad e escravos
Na época da revelação do islamismo, a escravidão era uma prática comum em todo o mundo e em todas as principais civilizações. Como não era possível aboli-la de uma só vez, o islamismo se abriu para sua abolição gradual.  Uma das atividades do imã, tanto religiosas quanto políticas, era sua atenção a uma classe que estava sob pressão socialmente veemente desde o mandato do califa II em diante, particularmente durante o mandato dos omíadas e que era o grupo mais desprivilegiado da comunidade islâmica nos primeiros séculos. Os escravos e escravas, fossem iranianos, romanos, egípcios ou sudaneses, sofrendo as tarefas mais laboriosas, eram humilhados por seus senhores.  Como o imã Ali, o imã as-Sajjad absorveu vários mawali iraquianos (escravos libertos) por meio de sua conduta islâmica e tentou melhorar a reputação social dessa classe.  Sayyid al-Ahl escreveu que, embora o Imam nunca tenha precisado de escravos, ele os comprava regularmente apenas com o propósito de libertá-los. Alegadamente, cerca de cem mil escravos foram libertados pelo Imam. Discernindo a intenção do Imam, os escravos se expuseram a ele para serem comprados. Como o Iman as-Sajjad os comprava dia após dia, um grande grupo foi formado em Medina como um exército, incluindo escravos homens e mulheres, sendo todos Mawali do Imam.  Narrado por Sayyed Ibn Tawus, no final de cada mês de jejum do Ramadã, o Imam Sajjad libertou vinte escravos. Ele acrescentou que nunca manteve um escravo por mais de um ano e, mesmo depois de libertá-lo, concedeu algumas propriedades a eles.  também Al-Majlisi em Bihar al-Anwar relata que ele comprou escravos, embora não precisasse deles. Ele os trouxe para 'Arafat. Quando ele retornou de Arafat, ele ordenou que os escravos fossem libertados e recebessem presentes em dinheiro.  O Imam Sajjad manteria um escravo por mais de um ano. Sempre que ele trouxesse um escravo no início ou no meio do ano, ele o libertaria na noite de Eid al-Fitr. Durante o ano seguinte, ele traria outro indivíduo no lugar deles e eles seriam libertados no mês do Ramadã; isso continuou até o fim de sua vida.  Durante esse período, eles se familiarizaram pessoalmente com o amplo conhecimento, ética e piedade do Iman Sajjad e sua afeição por ele era, como consequência, natural.  Depois que foram libertados, eles não cortariam sua conexão espiritual com o Imam e, por sua vez, passariam seu tempo treinando e educando outros na sociedade. Este programa do Imam é verdadeiramente fascinante e digno de mais pesquisas e reflexões. 

### Seus sábios ditos e ensinamentos
O Imam disse: “Eu me admiro daquele que demonstra arrogância e vanglória, enquanto era como um esperma ontem e será uma carniça amanhã.” 
Ele disse: “A disputa corrompe a amizade passada e desata nós fortes, pois leva à superação, que está entre as razões mais fortes para o afastamento.” 
Ele disse: “Cuidado com a alegria pelos pecados, pois a alegria pelos pecados é maior do que cometê-los.” 
Ele disse: “A morte de um crente é como tirar roupas sujas e substituí-las por outras excelentes. É como cavalgar as montarias mais baixas e desatar pesados grilhões. A morte de um descrente é como tirar roupas excelentes e substituí-las pelas mais sujas e grosseiras. É como mudar de casas íntimas para casas solitárias.” 
Uma pessoa questionou o Imam Zayn al-Abidin sobre ascetismo, e ele respondeu: “O ascetismo tem dez graus: O mais alto grau de ascetismo é o mais baixo grau de piedade. O mais alto grau de piedade é o mais baixo grau de certeza. O mais alto grau de certeza é o mais baixo grau de satisfação. O ascetismo está em um versículo do Livro de Allah: Portanto, para que você não se aflija pelo que lhe escapou, nem se exulte com o que Ele lhe deu.” 
Ele disse: “Depois de reconhecer Allah e Seu Mensageiro, a melhor ação aos olhos de Allah é detestar o mundo. Isso tem muitos ramos. A desobediência também tem muitos ramos. A autoadmiração foi o primeiro ato de desobediência. Isso fez Satanás se recusar a (prostrar-se por Adão), mostrar arrogância e descrença. A inveja foi o pecado do filho de Adão. Isso o fez matar seu irmão. Deste amor ramificado pelas mulheres, o mundo, a presidência, a facilidade, as palavras, a superioridade e a riqueza. Eles se tornaram sete qualidades e se unem no amor pelo mundo. Depois de reconhecer essas qualidades, os profetas e os estudiosos disseram: “O amor pelo mundo é a raiz de todo pecado, e o mundo é uma morada de tribulação.” 
Aos seus companheiros e seguidores: “Vocês não têm o direito de se sentar com quem quiserem, pois Allah (o Abençoado, o Exaltado) diz: E quando virem aqueles que entram em discursos falsos sobre Nossas comunicações, afastem-se deles até que entrem em algum outro discurso, e se Satanás fizer vocês esquecerem, então não se sentem após a recordação com as pessoas injustas. Vocês não têm o direito de dizer o que quiserem, pois Allah, o Exaltado, diz: E não sigam o que vocês não têm conhecimento. E para o mensageiro de Allah, que Allah o abençoe e sua família, diz: ‘Que Allah tenha misericórdia de um servo que diz boas (palavras) e as ganha ou que se mantém em silêncio e está seguro.’ Vocês não têm o direito de ouvir o que quiserem, pois Allah, o Altíssimo, diz: Certamente a audição, a visão e o coração, todos estes, serão questionados sobre isso.” 
Aos seus companheiros e seguidores: “Os mais elevados de vocês em grau, e os melhores de vocês em palácios e edifícios (ou seja, no Jardim) são aqueles que respondem aos crentes e ajudam seus pobres. Allah aproxima aqueles que dizem boas palavras aos seus irmãos pobres, embora eles estejam entre aqueles que serão castigados no Fogo. Portanto, não desprezem a beneficência para com seus irmãos, pois ela lhes beneficiará quando nada a substituir.” 
Ele disse: “Aquele que passa a noite inteira e há em sua presença um crente faminto, Allah, o Exaltado, diz aos Seus anjos: Testemunhem contra este servo. Eu o ordenei, mas ele Me desobedeceu e obedeceu a outro que não a Mim, por isso o encarreguei de seu trabalho. Por Minha grandeza e majestade, nunca o perdoarei.” 
Ele disse: “Aquele que quer que Allah prolongue sua vida e lhe dê uma provisão abundante, que ele aperte os laços de parentesco, pois os parentes do útero dirão com línguas eloquentes no Dia da Ressurreição: ‘Ó Senhor, aperte aquele que nos apertou, e corte aquele que nos cortou.’ Um será visto no bom caminho. Se os parentes do útero, a quem ele cortou, vierem até ele, eles o farão descer ao fundo do Fogo.” 

## Morte

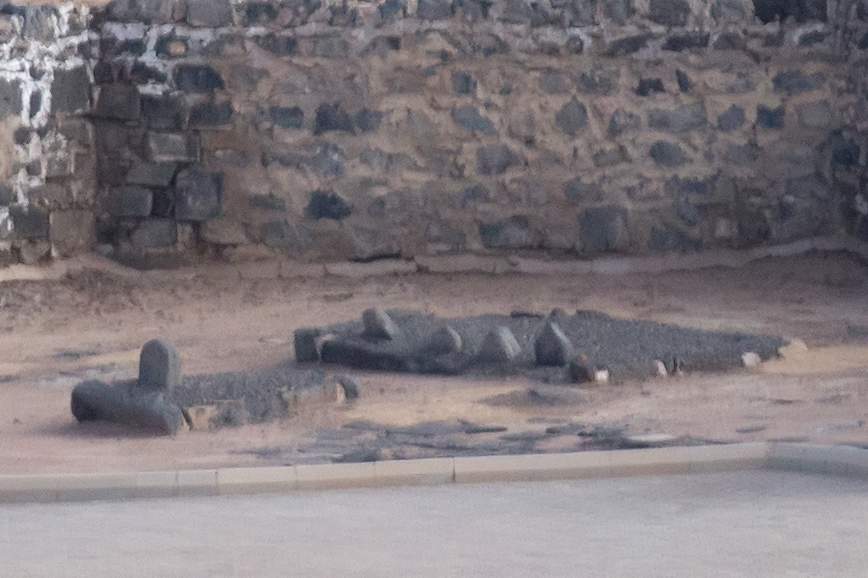
Túmulos dos descendentes do Profeta, incluindo Haçane ibne Ali, Ali ibne Huceine Zaine Alabidim, Maomé Albaquir e Jafar Alçadique em Janate Albaqui em Medina, Hejaz

Com base em várias fontes históricas A data de sua morte é mais frequentemente dada como 94/712-13 ou 95/713-14; Aos 57 ou 58 anos. Outras datas mencionadas são 92/710-11, 93/711-12, 99/717-18 e 100/718-19. 
Imam Abu' Ja'far al-Baqir empreendeu a preparação do cadáver de seu pai. Ele lavou seu corpo. O povo viu os lugares de sua prostração, que eram como joelhos de camelos, de sua prostração abundante (em oração) por Allah, o Exaltado. Eles também viram seus ombros, que eram como joelhos de camelos. Então eles perguntaram a Albaquir sobre isso, e ele respondeu: “Ele colocava comida em sua bolsa, carregava-a nos ombros e dividia a comida entre os pobres e os necessitados. ele o cobriu e rezou sobre Ele foi enterrado ao lado de seu tio, Haçane, no cemitério de Baqī' em Medina. 
Algumas fontes xiitas afirmam que sua morte foi devido ao envenenamento pelo califa Ualide ou por seu irmão Hixame ibne Abedal Maleque.  

## Sucessor
De acordo com as tradições xiitas unânimes, antes de sua morte Zaine Alabidim nomeou Maomé Albaquir, seu filho mais velho, como seu wasi e sucessor de sua herança. Pode-se duvidar da existência de qualquer vontade explícita de Huceine para a nomeação de Zaine Alabidim como seu sucessor, mas devemos aceitar a tradição de que Zaine Alabidim, antes de sua morte, deve ter nomeado explicitamente seu filho Albaquir, pelo menos no círculo de seus adeptos. O historiador xiita Baqir Sharif al-Qarashi afirma uma série de hádices sobre a sucessão do Albaquir, incluindo: Alzuri disse: “Visitei Ali ibne Huceine e perguntei a ele: Se o comando inevitável de Alá vier, a quem devemos seguir depois de você?” O Imam gentilmente olhou para ele e respondeu: “(Siga) este meu filho (apontando para seu filho Maomé Albaquir), pois ele é meu depositário testamentário, meu herdeiro, a caixa do meu conhecimento, a origem do conhecimento e aquele que abrirá o conhecimento”. 

## Suas Qualidades Físicas e Personalidade

### Suas Qualidades Físicas
Em sua aparência pessoal, o Imam Zain al-Abidin é descendente tanto quanto o Imam Ali. Ele tinha aproximadamente a mesma altura, cabelos avermelhados, rosto e pescoço brancos, e um peito e estômago grandes — este último sendo explicado como um sinal de valor.  De acordo com al-Qurashi, Ali b. al-Husayn era moreno, baixo, magro e gentil. Quando ele envelheceu, ele ficou magro e fraco. Isso porque ele adorava Alá constantemente. Além disso, a tragédia de Karbala o afogou em tristeza e dor. 

### Personalidade
Após a morte de ibne Zobair, Zaine Alabidim viveu tranquilamente em Medina durante aproximadamente mais vinte anos. Durante o tempo em que outros tinham continuado a luta pela supremacia política, ele tornou-se amplamente conhecido pela sua extrema tristeza, após a morte do seu pai, e pela sua notável devoção em oração. Foi esta última característica que lhe valeu o nome Zaine Alabidim, o Ornamento dos Pios, que é o nome que se diz ter sido gravado para ele no Paraíso.  E ele é representado como um dos cinco ou seis chorões mais copiosos da história do mundo. Adão chorou arrependido durante trezentos anos, Noé chorou pela iniquidade dos povos, Jacob e José choraram durante quarenta anos por causa da sua separação, João Baptista chorou com medo do Inferno, Fátima chorou excessivamente pelo seu pai, e foi assim que Zaine Alabidim chorou por Huceine e por aqueles que pereceram com ele em Carbala. Conta-se a história que por vezes a sua dor era tão excessiva que um dia, quando ele estava a rezar no telhado, um estranho passou, e a água bateu-lhe na cara. Tinha disparado de um cano de esgoto quando não estava a chover, e ele soube, por inquérito, que por vezes o Imã chorava tão copiosamente que as suas lágrimas fugiam do telhado do cano de esgoto. Todas as noites, dizia-se que repetia setenta tacbir em oração, e que lia o Alcorão inteiro uma vez. E a sua voz era tão agradável que os homens que carregavam peles pesadas de água ao longo da rua abaixo ficavam entrincheirados e a ouvir. Devido às suas prostrações repetidas, formaram-se lugares calejados nos seus joelhos e na sua testa que se dizia serem como o pé de um camelo. Uma das suas experiências mais notáveis foi o tempo em que o Diabo assumiu a forma de um dragão e tentou distraí-lo na sua oração, mordendo-lhe o pé. O Imã sentiu uma grande dor, mas não olhou para cima até ter terminado de rezar, quando percebeu que era o Diabo a aborrecê-lo e o mandou embora. O seu auto-controlo deve ter sido notável, por uma vez, quando um escravo derramou um prato de sopa espessa sobre a cabeça e pescoço do Imã, ele absteve-se de o repreender, mas pelo contrário, deu-lhe graciosamente a sua liberdade Em louvor da sua generosidade. diz-se que ele próprio saía à noite e levava sacos de trigo, ou farinha, para casas onde sabia que o povo tinha fome, que alimentava de uma a trezentas famílias desta forma todas as noites, e que não saberiam quem trazia a comida. E durante o dia, ele teria cem ovelhas por dia mortas por causa da carne, que seria distribuída ao povo. Mas grande parte do seu tempo ele passava sentado num velho pedaço de tapete, a jejuar todo o dia, ou a comer um pouco de pão de cevada. Um escritor menciona que afirmava obter alimento apenas com o cheiro da comida. Um homem pobre e endividado veio ter com ele e pediu-lhe algo para comer, e deu-lhe o que tinha à mão, um pão de pão muito duro. O homem teve dificuldade em morder e trocou-o numa loja de pescadores por um peixe de aspecto mais pouco promissor. Mas quando abriu o peixe, encontrou uma pérola requintada e extremamente valiosa, cuja venda lhe permitiu regularizar as suas contas e viver em conforto.

## Obras

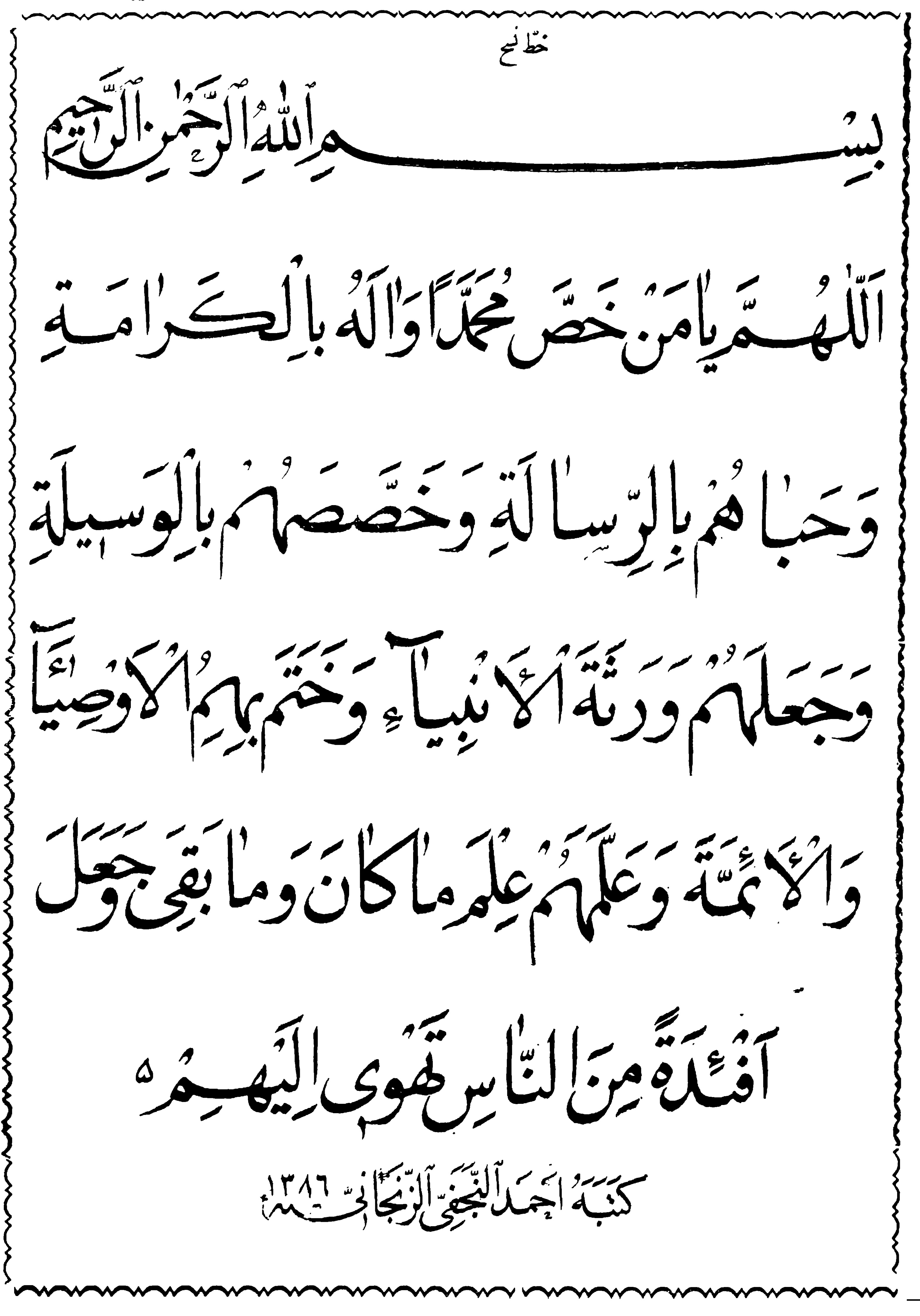
A Du'a de Al-Sahifa al-Sajjadiyya

#### Al-Sahifa al-Sajjadiyya
Al-Sahifat Al-Sajjadiyya é o manual de oração mais antigo em fontes islâmicas e uma das obras mais seminais da espiritualidade islâmica do período inicial, e tem sido estimado em fontes xiitas desde os primeiros tempos. A tradição xiita considera o Sahifa um livro digno da máxima veneração, ficando atrás apenas do Alcorão e do Nahj al-balagha de Ali.  O título Al-Sahifat al-Sajjadiyya significa simplesmente 'O Livro de al-Sajjad'. Al-Sajjad é um dos títulos dados a Zaine Alabidim e significa "aquele que constantemente se prostra em oração". O livro é frequentemente chamado Al-Sahifat al-Kamilat al-Sajjadiyya, isto é, 'O "Perfeito", ou "Completo", o Livro de al-Sajjad'. O Sahifa foi chamado por vários honoríficos, como 'Irmã do Alcorão', 'Evangelho do Povo da Casa' e 'Salmos da Casa de Maomé'.  Este livro inclui cinquenta e quatro súplicas que formam o corpo principal do texto e as súplicas adicionais que compõem os quatorze adendos (incluindo as orações para os dias da semana) e os quinze munajat ou 'orações sussurradas'.  Al-Sahifat Al-Sajjadiyya, por sua forma e conteúdo suplicantes, enfatiza a dimensão mais íntima do Islã. Mas, ao mesmo tempo, também toca em outras dimensões do Islã. Por exemplo, a categoria tradicional de 'fé' diz respeito a Deus, os anjos, os profetas, as escrituras, o Último Dia e a 'medição' (qadar) do bem e do mal. O Imam também se refere frequentemente ao domínio das práticas islâmicas, ou a Shari'a no sentido amplo. Ele enfatiza a necessidade absoluta de seguir as diretrizes de Deus conforme estabelecidas no Alcorão e no hádice tanto na vida individual quanto na social. Portanto, o Sahifa fornece muitos ensinamentos sociais específicos, bem como injunções gerais, como a necessidade de estabelecer justiça na sociedade.

#### Súplica de Abu Hâmexa Tumali
Abu Hâmexa Tumali era um companheiro próximo de Ali ibne Huceine. Ele relatou que durante o mês de Ramadã Açajade costumava passar a maior parte da noite em orações e quando costumava ser a hora do início do jejum ele recitava esta súplica. Esta súplica foi registrada no livro Misabh In 'Misbah al-Mutahajjid de Xeique Tusi e autores xiitas escreveram vários comentários para ela. 

#### Tratado sobre os Direitos (Risalat al-Huquq)
O 'Tratado dos Direitos' do imame Zaine Alabidim é o único trabalho atribuído a ele além de súplicas ou ditos e cartas relativamente curtos. O fato de ter sido um documento escrito desde o início pode apoiar a sugestão de que pelo menos algumas das súplicas eram composições originalmente escritas.
O 'Tratado dos Direitos' elabora um dito bem conhecido do Profeta, que foi transmitido em um número bastante grande de versões, sem dúvida porque ele o repetiu em muitos contextos diferentes. Uma versão típica pode ser traduzida da seguinte forma: 'Certamente seu Senhor tem direito contra você, seu eu tem direito contra você, e sua esposa tem direito contra você.' Outras versões do hádice acrescentam convidado, corpo, olho e amigo àqueles que têm direitos. Em algumas das versões, outra cláusula é acrescentada: “Então dê a todos que possuem um direito (kull dhi haqq) o seu direito”.1 Outro hádice nos diz que “Deus deu a todos que possuem um direito o seu direito”.
O 'Tratado de Direitos' de Zaine Alabidim parece ter sido escrito a pedido de um discípulo, pois, em uma de suas duas versões, é prefaciado pelas palavras: 'Este é o tratado de 'Ali ibn Huceine para um de seus companheiros. Nele o Imam explica de forma mais ou menos exaustiva o que se entende por 'todo aquele que possui um direito' como mencionado no hádice acima. Em todo ele fornece exemplos específicos, baseando-se no Alcorão, na suna e nas ações e ditos dos Imames anteriores.
O tratado foi transmitido em duas versões, uma em Al-Khisal e Al-Amali, ambas por Xeique Alçaduque (d. 581/991), e outra em Tuhaf al-`uqul, por seu contemporâneo ibne Xuba. Talvez metade do texto das duas versões seja idêntica, mas a versão de ibne Xuba adiciona uma boa quantidade de material que mostra ser uma recensão posterior, talvez pelo próprio Imam, ou mais provavelmente por um autor posterior tentando esclarecer o significado. A tradução segue a versão anterior, com uma pequena adição da segunda versão que parece ser exigida pelo contexto.

#### O Livro de Ali Ibn Al-Husayn
Entre as obras do Imam Zayn al-Abidin, que a paz esteja com ele, está um livro intitulado Kitab Ali Ibn al-Husayn, mas este livro está faltando, assim como muitos livros islâmicos estão faltando. Há uma pequena parte do livro que é narrada sob sua autoridade pelo Imam Muhammad al-Baqir. 

#### Kitābub ilā Muhammad ibn Muslim al-Zuhri
O texto de uma longa carta de repreensão e conselho que Zayn al-Abidin supostamente escreveu ao falecido tradicionalista omíada, Ibn Shihab al-Zuhri (m. 124). Zuhri era um estudante e admirador de Zayn al-Abidin, a quem ele descreveu como o mais excelente dos hashimidas e a pessoa mais erudita que ele já tinha visto. Ele também é um dos principais transmissores de Zayn al-Abidin. A carta que aparece em Ibn Shu'ba: 274-7 tem um notável sabor omíada tardio.  Nesta carta, o Imam criticou al-Zuhri por seu relacionamento com os omíadas e sua prestação de serviços a eles. Ele o alertou contra o castigo e a punição de Alá. 

#### Diwān
Uma coleção de cerca de 150 linhas de poesia atribuídas a Zayn al-Abidin. Está disponível em vários manuscritos e em várias edições. No entanto, não há evidências que sustentem a atribuição desta coleção de poesia a Zayn al-Abidin. Foi até sugerido que tanto o estilo quanto o conteúdo apontam para uma época e compositor diferentes. Nenhuma das linhas de poesia citadas de Zayn al-Abidin em fontes antigas aparece neste volume. 

#### Musnad
Najāshī: 242, 395 menciona duas obras como Akhbar Ali ibn al-Husayn, uma do historiador de Basran, 'Abd al-'Aziz b. Yahya al-Jalūdī (m. 332), provavelmente um capítulo de uma obra maior; outra do tradicionalista Muhammad b. 'Umar al-Ji'ābī (m. 335), provavelmente uma obra independente. Essas teriam sido coleções de relatos de e sobre Zayn al-'Abidin citados na tradição sunita. A entrada sobre Zayn al-'Abidin em Ta'rikb madinat Dimashq 41: 360-416 de Ibn 'Asakir também serve ao mesmo propósito. Uma obra recente de 'Aziz Allah al-'Uṭāridī: Musnad al-Imam al-Sajjad, em dois volumes (Teerã, 1420/2000), tenta coletar material semelhante na tradição xiita. 

### Milagres
Histórias de milagres operados pelos imãs são aceitas como autênticas pela grande maioria dos xiitas e são registradas extensamente em seus livros mais populares como provas convincentes da autoridade que os imãs exerciam. alguns milagres atribuídos a Ali foram: o falar da Pedra Negra da Caaba em favor de sua reivindicação ao imamado na presença de seu rival Maomé ibne Hanafia, sua conversa com uma gazela no deserto e sua restauração de um jovem a um velha.

#### Algumas profecias do Imam
Entre os sinais do seu Imamato (Zayn al-Abidin) estava que ele previu alguns eventos no futuro e eles ocorreram depois de dezenas de anos como ele previu. Os xiitas Imami consideram esse fenômeno como um dos sinais do Imamato porque tais eventos invisíveis são parte do conhecimento de Allah, e Ele não deixa ninguém predizê-los, exceto Seus profetas e seus administradores de autoridade.  O que indica isso é que o Imam Ali previu muitos eventos e todos eles ocorreram na arena da vida. Por exemplo, ele previu o assassinato do povo na Batalha de al-Nahrawan, o assassinato de Dhi al-Thiddiya e o colapso do estado dos Omíadas. Assim, ele disse aos seus companheiros: "Interroguem-me antes que me percam, pois por Aquele em cujas mãos está minha alma, se vocês me questionassem, eu lhes contaria sobre tudo entre vocês e a Hora." 

##### A profecia do assassinato de seu filho Zaid
Abu’ Hamza al-Thumali relatou: Eu visitei ‘Ali b. al-Husayn (Imam Zayn al-Abidin) na época do hajj todo ano. Um ano eu fui até ele e havia um garoto sentado em sua coxa. O garoto se levantou e se bateu contra a soleira da porta e saiu sangue dele, então o Imam correu até ele, secou seu sangue e disse a ele: “Peço a Allah que o proteja de ser crucificado em Kanasa.” Quando Abu Hamza perguntou sobre Kanasa, o Imam respondeu: “por Aquele que enviou Muhammad com a Verdade, acontecerá que você viverá depois de mim até ver esse garoto no distrito de Kufa. Lá ele será morto, enterrado e desenterrado. Ele será crucificado em Kanasa, então será derrubado, queimado, esmagado e espalhado na terra.” 

##### Seu relato sobre o governo de Umar b. Abd al-Aziz
Entre os eventos sobre os quais o Imam contou a seus companheiros estava que ele lhes disse que Umar b. Abd al-Aziz assumiria os negócios dos muçulmanos e que morreria rapidamente após assumir o Califado. Isso ocorreu quando Umar b. Abd al-Aziz se tornou califa por um curto período de tempo e então morreu rapidamente. 

##### Seu relato sobre o governo dos abássidas
O Imam al-Baqir relatou a autoridade de seu pai, Imam Zayn al-Abidin, que disse: "Na espinha dorsal dele (de Ibn Abbas) há descendentes que (entrarão) no fogo do Inferno ao afastar as pessoas da religião de Alá e colorir a terra com o sangue dos filhos da família de Muhammad, que Alá o abençoe e sua família. Esses filhos se levantarão às vezes e buscarão o que não alcançarão. Os crentes tomarão posições e serão pacientes até que Alá decida. Um grupo daqueles seguidores crentes do Imam Ali se revoltou contra os abássidas. Entre eles estavam Muhammad e Ibrahim que levantaram o estandarte da revolta contra al-Mansu’r al-Dawaniqi. Entre eles estava al-Husayn b. Ali, o líder da Batalha de Fakh, que se revoltou contra al-Hadi, o abássida. Outros filhos do Profeta se revoltaram contra os abássidas. Eles levantaram a bandeira da liberdade e da dignidade exigindo que os abássidas respeitassem os direitos dos oprimidos e perseguidos.” 

## Status social
Além do pequeno número de seguidores, que olhavam para Zayn al-'Abidin com especial consideração como seu Imam e a única autoridade religiosa da época, ele também era tido em grande respeito e alta estima pelos círculos eruditos em Medina em geral.  (daftary-43) Este foi o período em que houve uma crescente simpatia e consideração pelos descendentes do Profeta entre o povo, embora fosse de fato completamente diferente daquela dos xiitas.  Este foi também o período de crescente interesse em Medina pelas tradições proféticas, especialmente aquelas que lidavam com questões legais. Esta foi a "época dos sete advogados de Medina". Neste cenário de Medina, descobrimos que Zayn al-Abidin era considerado um eminente tradicionalista no círculo de estudiosos de Medina.   O maior advogado de Medina desta época, Sa'id ibn al-Musayyib, considerava o Imam com a mais alta estima.  As fontes xiitas afirmam que Said era um seguidor do Imam, o que não pode ser verdade. Na verdade, embora Sa'id respeitasse Zayn al-Abidin e também fosse um amigo próximo dele, ele não tinha visões comuns em questões legais com ele.  No entanto, naquela época, as escolas de pensamento legal ainda estavam em seu estado embrionário e, portanto, pode não ter havido muitas diferenças sérias de opinião entre Zayn al-Abidin e Sa'id.  No entanto, é possível que o primeiro, assim como seu tio, Muhammad ibn al-Hanafiyya, aderissem apenas às tradições relacionadas à autoridade de Ali b. Abi Talib.  Outro grande jurista e tradicionalista do período, Az-Zuhri, também era um grande amigo e admirador do Imam.  O nome honorífico Zayn al-'Abidin (o ornamento dos piedosos), devido às suas orações excessivas, foi dado a ele por Az-Zuhri.  dos relatos esmagadores registrados pelas autoridades xiitas e sunitas, parece, no entanto, que Zayn al-'Abidin era amplamente respeitado pela comunidade em geral por suas qualidades extraordinárias, como a longa duração de suas orações, sua piedade e sua generosidade.  Sua piedade deve ter sido de alto grau, pois ele não estava inclinado a fazer uma exibição de suas virtudes. Ao viajar com pessoas que não o conheciam, ele permaneceu incógnito para não tirar vantagem do fato de que o Profeta era seu ancestral.  Zayn al-Abidin morreu no ano 94/712-713 e foi enterrado no cemitério de Al-Baqi'. Ele viveu trinta e quatro anos após a morte de Husayn, um período longo o suficiente para se estabelecer como o administrador da herança de seu pai e deixar uma marca de sua personalidade em seus seguidores e associados. 
Talvez o testemunho mais eloquente de sua exaltada posição seja a famosa ode composta em seu louvor por Farasdaque, eminente poeta de seu tempo. Nela, Farasdaque se refere à ocasião em que o califa Hixame ibne Abedal Maleque foi ofuscado pelo respeito que o povo mostrava ao bisneto do Profeta. Foi na hora do haj quando ambos estavam tentando alcançar a Pedra Negra através da multidão ao redor da Caaba. 
O povo deu lugar a Zaine Alabidim enquanto o califa lutava desesperadamente. Isso ofendeu profundamente o califa e, em tom sarcástico, perguntou quem tinha sido a pessoa a quem o povo tinha mostrado tanta preferência. Farazdaq, que estava presente no local, então compôs uma
ode e a recitou, dirigindo-se a Hisham. Vale a pena citar alguns versos desta ode, obra-prima não só da produção de Farazdaq, mas da literatura árabe em geral.
É alguém cujos passos são conhecidos por todos os lugares,
E é ele quem é conhecido pela bayt em Meca,
o santuário mais frequentado;
É ele que é o filho do melhor de todos os homens de Deus (ou seja, o Profeta),
e é ele que é o mais piedoso e devoto,
o mais puro e imaculado,
os mais castos e justos,
um símbolo [para o Islã]
Este é Ali [ibn Huceine] cujo pai é o Profeta,
Este é o filho de Fátima, se você não sabe quem ele é.
Quem reconhece o seu Deus sabe também
a primazia e superioridade deste homem,
Porque a religião alcançou as nações
através de sua Casa. 
Entre os estudiosos de Medina, descobrimos que Zaine Alabidim era considerado um eminente tradicionalista.
O famoso advogado medinês deste período Saíde ibne Almuçaiabe, considerava o imame com a mais alta estima. Outro grande jurista e tradicionalista da época, Alzuri, embora ligado à corte dos omíadas, era também um grande amigo e admirador do imame. que se diz tê-lo descrito como o mais excelente dos haxemitas e lhe deu o nome honorífico Zaine Alabidim. 

## Esposas e filhos
Ele foi o primeiro dos Imames a ter apenas uma esposa, com quem teve um filho, Muhammad Baqir, que o sucedeu no Imamato. Mas ele teve outros quatorze filhos com suas numerosas e não enumeradas concubinas.  Diz-se que ele teve entre oito e quinze filhos, dos quais quatro eram filhos de sua esposa Umm Abdallah bt. al-Hasan b. Ali, o resto sendo de concubinas.  Ele teve quatro filhos de sua esposa, Umm Abdallah ibn Hasan b. Ali, e vários filhos de concubinas. 
Há uma diferença nas fontes xiitas sobre o número e os nomes dos filhos do Imam Sajjad. Em uma narração histórica, apenas oito filhos do Imam foram mencionados, e Ibn Khashab repetiu a mesma declaração e disse que não tinha filha. Mas o xeque Mufid mencionou dez filhos e quatro filhas de imãs além do imã Muhammad Baqir, e outros historiadores também mencionaram nove filhas e onze filhos dele. Há também uma diferença nas fontes sunitas a esse respeito, Musab bin Abdullah mencionou onze filhos e seis filhas e Ibn Saad mencionou dez filhos e sete filhas. De acordo com os escritos de historiadores xiitas, entre o número total de declarações sobre os nomes dos filhos do imã, os nomes de cinco filhos são: Muhammad, Zayd, Abdullah, Omar e Ali, e os nomes das filhas são Aliyah e Umm Kulthum em todas as fontes. De acordo com Abu Nasr Sahl bin Abdullah Bukhari, a linhagem do imã Sajjad continuou através de seus seis filhos: Imam Muhammad Baqir e Abdullah Bahir, cuja mãe era Umm Abdullah, filha do imã Hassan; Zayd bin Ali e Omar Ashraf, cuja mãe era uma escrava dada ao imã por Mukhtar Thaghafi; Hossein Asghar, cuja mãe era uma concubina romana; e seu filho mais novo, Ali, cuja mãe também era escrava. 

## Visualizações

### Visão sunita
O Imam Ali ibn al-Husayn é conhecido como Zayn al-Abidin em fontes sunitas, e menções a ele sob este título podem ser encontradas em abundância. Estudiosos sunitas e alguns estudiosos não muçulmanos escreveram vários livros sobre ele.  A seguir está uma seleção de alguns dos que os Associados do Profeta, a geração dos Seguidores, e a erudição sunita disseram sobre o Imam Zayn al-Abidin.
1. Sai’d b. Mosayyab (m. 94 AH), que é um dos tabe'in (Seguidores) e um dos grandes estudiosos das ciências corânicas de Medina, disse: "Eu não vi ninguém que tenha [atingido] as alturas da [estação espiritual de] piedade temente a Deus (taqwa) como Ali b. al-Husayn Zayn al-Abidin." 
2. Um relato é relatado sobre Omar b. Abdol-Aziz (m. 101 AH), o califa dos Bani-Omayya (os Omayyads) que é altamente respeitado pelos sunitas, que um dia, ele estava em uma reunião onde Ali ibn al-Husayn Zayn al-Abidin estava sentado e tinha acabado de se levantar para sair. Dirigindo-se aos presentes, Omar b. Abdol-Aziz perguntou: "Quem é o mais nobre das pessoas?" Foi-lhe dito: "Vocês (os Bani-Omayyad) são o mais nobre das pessoas; porque durante os Dias da Ignorância (jahelid - os dias antes do advento da missão do Profeta), vocês eram da nobreza, e na era do Islã também, o califado é seu." Omar b. Abdol-Aziz disse: "Nunca! O mais nobre dos homens é este homem que acaba de surgir do nosso meio; porque o mais nobre dos homens é aquele a quem todos desejam ser como, e que não deseja ser como ninguém, e Ali b. al-Husayn é essa pessoa.” 
3. Zayd b. Muslim (m. 136 AH), um antigo magíster e exegeta corânico de Medina diz: “Eu não mantive a companhia de ninguém dentre o Povo da Qibla (ou seja, entre os muçulmanos) [tão excepcional] quanto Ali ibn al-Husayn.” 
4. Malek b. Anas (m. 179 AH), o fundador epônimo do rito religioso-legal Maleki (madhhab) afirma: “Ali ibn al-Husayn partiu para a peregrinação em um estado de consagração ritual (ihram) e quando ele estava no estágio de pronunciar o labbayk (“Estou às tuas ordens, [meu Senhor].”), ele desmaiou, de modo que caiu do camelo e se feriu. Disseram-me que ele costumava estabelecer mil ciclos (rak'a) de devoções rituais em [um único] dia e noite [ciclo] até o dia em que morreu. Ele recebeu o título de “Zayn al-Abidin” (o Adorno dos Servos [de Deus]) por causa da intensidade de suas devoções.” Malek b. Anas também afirma: “Não havia ninguém tão preeminente quanto Ali b. al-Husayn entre a Casa (ahl al-bayt) do Profeta).” 
5. Imam Muhammad b. Edris ash-Shafe’i (m. 204 AH), o fundador epônimo do rito religioso-legal Shafe’i (madhhab) afirma: “Ali ibn al-Husayn, que era a pessoa mais erudita nas ciências religiosas na cidade de Medina, costumava confiar em akhbar ol-ahad (ou seja, relatos de hadith com apenas uma única cadeia de narradores em seu título de proveniência ou sanad).” 
6. Eben Sa’d (m. 230 AH) e Eben Asaker (m. 571 AH), dois grandes historiadores sunitas, dizem a mesma coisa sobre o Imam: “Ali b. al-Husayn era [um] confiável [transmissor de hadith], confiável, kathir ol-hadlth (ou seja, transmitiu muitos relatos de hadith), era preeminente e piedoso.” 
7. Muhammad b. Talha ash-Shafe’i (m. 652 AH) diz: “Ali ibn al-Husayn b. Ali b. Abi-Taleb era o adorno dos adoradores, o modelo exemplar dos ascetas, o Senhor e Mestre dos tementes a Deus e o líder dos verdadeiros crentes. Sua conduta atesta que ele era da linhagem do Profeta. Seu semblante prova sua proximidade com Deus. Seus calos contam a história de suas devoções profusas e orações noturnas. Sua renúncia aos pequenos benefícios do mundo fala de seu ascetismo... Ele foi dotado de “maravilhas impossíveis” e feitos extraordinários (karamat) que são visíveis para aqueles que têm a visão para ver e são comprovados com hadith de água-mote; e todos concordam que ele é um rei no [mundo] do além. 
8. O grande biógrafo, prosopógrafo e historiador Shamsuddin al-Dhahabi (m. 748 AH) diz: “Ali ibn al-Husayn b. Ali b. Abi-Talib b. Abdulmutallab b. Hashem b. Abd-Manaf b. Qasi, as-Seyyed al-Imam Zayn al-Abidin ... Ele tem uma majestade incrível, e eu juro [pelo meu juramento] a Deus! Ele era digno de tal majestade. Ele era digno do cargo de grande liderança (imamat al-ozma) por conta de sua nobreza, proeminência, conhecimento, proximidade com Deus e a perfeição de seu intelecto.” 
9. Shamsuddin Muhammad b. Tutun (Eben Batuta) al-Hanafi (m. 953 AH), o historiador e estudioso da ciência do hadith, diz: “As excelências e virtudes de Ali ibn al-Husayn b. Ali b. Abi-Taleb Zayn al-Abidin são mais do que aquilo que pode ser reunido.” 
10. O professor Ahmad Abu-Kaf diz: “Zayn al-Abidin era o epíteto pelo qual [Imam] Ali ibn al-Husayn era conhecido. Ele foi a única pessoa que não foi vítima em Karbala do ódio e das espadas dos Omíadas... para que ele permanecesse e pudesse servir como o antecedente histórico para todos os owlia Divinos (santos, aqueles que têm proximidade espiritual com Deus e) da Casa da Profecia. Na carnificina de Karbala, a linhagem da profecia foi cortada com o martírio de Husayn b. Ali, o Senhor dos Mártires que habitam no Paraíso, e [o martírio de] sua família. Mas com a continuação da vida de seu filho Ali Zayn al-Abidin, o Adorno da Juventude do Paraíso e o mais proeminente dos Quraysh, a linhagem da profecia foi sustentada e continuou [ininterrupta].” 

### Visão xiita
1. Imam al-Sadiq Seu neto (Zayn al-Abidin) disse: “Nenhum dos filhos de ‘Ali ou sua família era mais parecido e mais próximo dele em maneira de se vestir e compreensão do que ‘Ali b. al-Husayn.” Imam Zayn al-Abidin era o mais parecido de todas as pessoas com seu avô, Imam Ali, o Comandante dos fiéis, que a paz esteja com ele, em adoração, conhecimento e todas as outras características. Ele era uma imagem daquela grande figura que iluminou o mundo com seu conhecimento.” 
2. Thabit b. Safiya conhecido como Abu Hamza al-Thumali, o confiável e confiável, disse: “Nunca ouvi dizer que haja uma pessoa mais asceta do que ‘Ali b. al-Husayn, exceto ‘Ali b. Abi Talib.” Ele disse uma vez: “Nunca ouvi dizer que haja uma pessoa mais asceta do que Ali b. al-Husayn, que fez chorar todos aqueles que estavam em sua presença quando ele falou sobre ascetismo e pregação.” 
3. Shaykh al-Mufid disse: “‘Ali b. al-Husayn foi o mais meritório das criaturas de Allah depois de seu pai em conhecimento e ação. Juristas não xiitas (‘ama) relatam inúmeras tradições nas ciências religiosas em sua autoridade. Sermões, orações (detalhes de) os méritos do Alcorão, relatos das leis do que é permitido e proibido, e os ataques (maghazi) e batalhas (ayyam) (durante o tempo do Profeta) foram registrados em sua autoridade. Ele era famoso entre os estudiosos religiosos.” 
4. Al-Sayyid Mohsin al-Amin al-‘Amili disse: “Ele (Zayn al-‘Abidin) foi o mais meritório do povo de seu tempo em conhecimento, jurisprudência, piedade, adoração, generosidade, clemência, paciência, eloquência, altos padrões morais, esmolas, gentileza para com os pobres e lealdade para com os muçulmanos. Os parentes, o povo, os amigos e os inimigos o glorificaram. Yazid b. Mu‘awiya ordenou que o povo de Medina jurasse lealdade a ele como escravos, exceto Zayn al-‘Abidin. Ele ordenou que ele jurasse lealdade a ele como seu irmão e primo. O Imam Zayn al-Abidin foi distinguido por todas as grandes qualidades. Todas as qualidades excepcionais pelas quais o homem se distingue e através das quais ele se torna nobre eram parte das qualidades e méritos excepcionais do Imam. 

### Visão Sufi
Como Ali Ibn al-Husayn era asceta e completamente afastado do mundo, os Sufis o consideravam uma de suas figuras e escreveram uma biografia completa sobre ele.  Abu Bakr al-Kalabadhi, um estudioso persa Hanafi Maturidi Sufi e autor do Kitab at-ta'arruf (uma das obras mais importantes do Sufismo composta durante os primeiros 300 anos do Islã), o considerava um daqueles que falavam sobre suas ciências, espalhavam seus ensaios e descreviam suas condições em palavras e ações após os Companheiros do Profeta. 